# Bundestagswahl 2017/Wahlergebnisse nach Wahlkreisen

Wahlergebnisse in den Wahlkreisen

Bundestagswahl 2017 – Wahlergebnisse nach Wahlkreisen (Erststimmen).

## Direktmandate nach Bundesländern
| Land                   | Mandate | Mandate | Mandate | Mandate | Mandate | Gesamt |
| Land                   | CDU/CSU | SPD     | AfD     | Linke   | Grüne   | Gesamt |
| ---------------------- | ------- | ------- | ------- | ------- | ------- | ------ |
| Schleswig-Holstein     | 10      | 1       | –       | –       | –       | 11     |
| Mecklenburg-Vorpommern | 6       | –       | –       | –       | –       | 6      |
| Hamburg                | 1       | 5       | –       | –       | –       | 6      |
| Niedersachsen          | 16      | 14      | –       | –       | –       | 30     |
| Bremen                 | –       | 2       | –       | –       | –       | 2      |
| Brandenburg            | 9       | 1       | –       | –       | –       | 10     |
| Sachsen-Anhalt         | 9       | –       | –       | –       | –       | 9      |
| Berlin                 | 4       | 3       | –       | 4       | 1       | 12     |
| Nordrhein-Westfalen    | 38      | 26      | –       | –       | –       | 64     |
| Sachsen                | 12      | –       | 3       | 1       | –       | 16     |
| Hessen                 | 17      | 5       | –       | –       | –       | 22     |
| Thüringen              | 8       | –       | –       | –       | –       | 8      |
| Rheinland-Pfalz        | 14      | 1       | –       | –       | –       | 15     |
| Bayern                 | 46      | –       | –       | –       | –       | 46     |
| Baden-Württemberg      | 38      | –       | –       | –       | –       | 38     |
| Saarland               | 3       | 1       | –       | –       | –       | 4      |
| Gesamt                 | 231     | 59      | 3       | 5       | 1       | 299    |

## Wahlergebnisse

### Schleswig-Holstein
| N. | Wahlkreis                          | CDU                   | CDU  | SPD                   | SPD  | AfD                      | AfD | Linke                    | Linke | Grüne               | Grüne | FDP                            | FDP  | Sonstige |
| N. | Wahlkreis                          | Kandidat              | %    | Kandidat              | %    | Kandidat                 | %   | Kandidat                 | %     | Kandidat            | %     | Kandidat                       | %    | Sonstige |
| -- | ---------------------------------- | --------------------- | ---- | --------------------- | ---- | ------------------------ | --- | ------------------------ | ----- | ------------------- | ----- | ------------------------------ | ---- | -------- |
| 1  | Flensburg – Schleswig              | Petra Nicolaisen      | 40,0 | Clemens Teschendorf   | 28,0 | Frank Hansen             | 6,2 | Hermann Soldan           | 7,1   | Peter Wittenhorst   | 10,5  | Christian Rudolf Michael Lucks | 6,5  | 1,6      |
| 2  | Nordfriesland – Dithmarschen Nord  | Astrid Damerow        | 45,1 | Matthias Ilgen        | 25,2 | Jürgen Izdebski          | 5,9 | Michael Schilke          | 5,2   | Arfst Wagner        | 9,4   | Berthold Brodersen             | 8,1  | 1,2      |
| 3  | Steinburg – Dithmarschen Süd       | Mark Helfrich         | 41,9 | Karin Thissen         | 26,1 | Rolf Friedrich von Rhein | 7,6 | Björn Thoroe             | 5,5   | Ingrid Nestle       | 6,7   | Wolfgang Kubicki               | 11,0 | 1,1      |
| 4  | Rendsburg-Eckernförde              | Johann David Wadephul | 42,7 | Sönke Rix             | 28,9 | Gereon Martin Bollmann   | 6,8 | Stefan Karstens          | 5,2   | Claudia Ulrich      | 9,0   | Christine Aschenberg-Dugnus    | 6,5  | 1,0      |
| 5  | Kiel                               | Thomas Stritzl        | 30,7 | Jens Mathias Stein    | 31,0 | Eike Reimers             | 6,1 | Maxim Smirnow            | 7,3   | Luise Amtsberg      | 14,3  | Sebastian Blumenthal           | 7,5  | 3,0      |
| 6  | Plön – Neumünster                  | Melanie Bernstein     | 40,7 | Birgit Malecha-Nissen | 28,9 | Bernd Wiegmann           | 7,8 | Lorenz Gösta Beutin      | 5,4   | Susanne Elbert      | 9,0   | Martin Josef Wolf              | 7,2  | 1,0      |
| 7  | Pinneberg                          | Michael von Abercron  | 39,7 | Ernst Dieter Rossmann | 30,3 | Joachim Schneider        | 7,9 | Cornelia Möhring         | 6,1   | Bernd Möbius        | 8,3   | Olaf Klampe                    | 7,8  | 0,0      |
| 8  | Segeberg – Stormarn-Mitte          | Gero Storjohann       | 41,1 | Alexander Wagner      | 27,3 | Heiko Evermann           | 8,2 | Miro Berbig              | 5,7   | Ulrike Täck         | 8,3   | Tobias Mährlein                | 8,1  | 1,2      |
| 9  | Ostholstein – Stormarn-Nord        | Ingo Gädechens        | 41,5 | Bettina Hagedorn      | 30,8 | Axel Gehrke              | 7,9 | Klaus Eickmeyer          | 4,4   | Jakob Brunken       | 6,9   | Joachim Rinke                  | 7,3  | 1,2      |
| 10 | Herzogtum Lauenburg – Stormarn-Süd | Norbert Brackmann     | 39,5 | Nina Scheer           | 27,2 | Bruno Hollnagel          | 9,1 | Heidi Herma Elise Beutin | 5,1   | Konstantin von Notz | 9,7   | Bernd Buchholz                 | 8,2  | 1,1      |
| 11 | Lübeck                             | Claudia Schmidtke     | 35,3 | Gabriele Hiller-Ohm   | 33,9 | Hans-Eberhard Knust      | 8,7 | –                        | 0,0   | Thorsten Fürter     | 13,0  | Timo Jeguschke                 | 6,5  | 2,7      |

### Mecklenburg-Vorpommern
| N. | Wahlkreis                                                             | CDU               | CDU  | SPD                  | SPD  | AfD                            | AfD  | Linke                   | Linke | Grüne            | Grüne | FDP               | FDP | Sonstige |
| N. | Wahlkreis                                                             | Kandidat          | %    | Kandidat             | %    | Kandidat                       | %    | Kandidat                | %     | Kandidat         | %     | Kandidat          | %   | Sonstige |
| -- | --------------------------------------------------------------------- | ----------------- | ---- | -------------------- | ---- | ------------------------------ | ---- | ----------------------- | ----- | ---------------- | ----- | ----------------- | --- | -------- |
| 12 | Schwerin – Ludwigslust-Parchim I – Nordwestmecklenburg I              | Dietrich Monstadt | 32,1 | Martina Tegtmeier    | 22,1 | Dennis Augustin                | 16,0 | André Walther           | 17,2  | Mathias Engling  | 3,8   | Stev Ötinger      | 4,8 | 4,1      |
| 13 | Ludwigslust-Parchim II – Nordwestmecklenburg II – Landkreis Rostock I | Karin Strenz      | 30,0 | Frank Michael Junge  | 24,0 | Christoph Herbert Walter Grimm | 17,4 | Horst Krumpen           | 16,2  | Claudia Schulz   | 4,0   | Chris Rehhagen    | 5,7 | 2,6      |
| 14 | Rostock – Landkreis Rostock II                                        | Peter Stein       | 29,5 | Christian Reinke     | 17,9 | Stephan Schmidt                | 14,7 | Dietmar Gerhard Bartsch | 24,8  | Uwe Flachsmeyer  | 5,1   | Hagen Reinhold    | 4,5 | 3,4      |
| 15 | Vorpommern-Rügen – Vorpommern-Greifswald I                            | Angela Merkel     | 44,0 | Sonja Amalie Steffen | 11,6 | Leif-Erik Holm                 | 19,2 | Karin Kerstin Kassner   | 15,9  | Claudia Müller   | 3,0   | Patrick Meinhardt | 3,1 | 3,1      |
| 16 | Mecklenburgische Seenplatte I – Vorpommern-Greifswald II              | Philipp Amthor    | 31,2 | Heiko Fred Max Miraß | 13,9 | Enrico Komning                 | 23,5 | Toni Jaschinski         | 19,1  | Timo Elias Pfarr | 2,5   | Christian Bartelt | 5,8 | 4,1      |
| 17 | Mecklenburgische Seenplatte II – Landkreis Rostock III                | Eckhardt Rehberg  | 37,6 | Jeannine Pflugradt   | 15,7 | Ulrike Schielke-Ziesing        | 18,4 | Heidrun Bluhm           | 17,4  | Monika Göpper    | 3,3   | Sascha Zimmermann | 4,7 | 2,9      |

### Hamburg
| N. | Wahlkreis                   | CDU                     | CDU  | SPD                         | SPD  | AfD                   | AfD  | Linke                           | Linke | Grüne                             | Grüne | FDP                                 | FDP | Sonstige |
| N. | Wahlkreis                   | Kandidat                | %    | Kandidat                    | %    | Kandidat              | %    | Kandidat                        | %     | Kandidat                          | %     | Kandidat                            | %   | Sonstige |
| -- | --------------------------- | ----------------------- | ---- | --------------------------- | ---- | --------------------- | ---- | ------------------------------- | ----- | --------------------------------- | ----- | ----------------------------------- | --- | -------- |
| 18 | Hamburg-Mitte               | Christoph de Vries      | 24,2 | Johannes Kahrs              | 30,9 | Nicole Jordan         | 7,3  | Martin Dolzer                   | 13,8  | Meryem Dagmar Çelikkol            | 12,9  | Michael Kruse                       | 6,4 | 4,4      |
| 19 | Hamburg-Altona              | Marcus Weinberg         | 25,9 | Matthias Bartke             | 28,9 | Bernd Baumann         | 5,1  | Valentin Robert Jarowoy         | 13,6  | Phyliss Hatice Demirel            | 14,4  | Katja Rita Suding                   | 8,6 | 3,4      |
| 20 | Hamburg-Eimsbüttel          | Rüdiger Kruse           | 28,7 | Niels Annen                 | 31,6 | Alexander Wolf        | 5,7  | Żaklin Nastić                   | 10,4  | Anna Gesche Lydia Gallina         | 15,0  | Ria Schröder                        | 6,8 | 1,8      |
| 21 | Hamburg-Nord                | Christoph Johannes Ploß | 33,5 | Dorothee Katja Julia Martin | 30,8 | Delphine Thiermann    | 5,5  | Rainer Heinrich Wilhelm Behrens | 7,5   | Anja Margarete Helene Hajduk      | 13,6  | Robert Bläsing                      | 8,4 | 0,7      |
| 22 | Hamburg-Wandsbek            | Eckard H. Graage        | 29,7 | Aydan Saliha Özoðuz         | 34,6 | Dietmar Werner Wagner | 9,5  | Cornelia Lieselotte Kerth       | 9,2   | Dennis Paustian-Döscher           | 7,1   | Wieland Albert Wilhelm Schinnenburg | 7,0 | 2,9      |
| 23 | Hamburg-Bergedorf – Harburg | Herlind Gundelach       | 28,1 | Metin Hakverdi              | 34,8 | Peter-Paul Lorkowski  | 10,9 | David Christopher Stoop         | 10,7  | Manuel Ferdinand Theodor Sarrazin | 7,7   | Carl Cevin-Key Coste                | 5,2 | 2,6      |

### Niedersachsen
| N. | Wahlkreis                                  | CDU                   | CDU  | SPD                      | SPD  | AfD                            | AfD  | Linke                                     | Linke | Grüne                          | Grüne | FDP                             | FDP | Sonstige |
| N. | Wahlkreis                                  | Kandidat              | %    | Kandidat                 | %    | Kandidat                       | %    | Kandidat                                  | %     | Kandidat                       | %     | Kandidat                        | %   | Sonstige |
| -- | ------------------------------------------ | --------------------- | ---- | ------------------------ | ---- | ------------------------------ | ---- | ----------------------------------------- | ----- | ------------------------------ | ----- | ------------------------------- | --- | -------- |
| 24 | Aurich – Emden                             | Reinhard Hegewald     | 27,6 | Johann Saathoff          | 49,6 | –                              | 0,0  | Marcus Stahl                              | 6,7   | Garrelt Itzen Agena            | 7,0   | Uwe Reiner Ewen                 | 4,9 | 4,1      |
| 25 | Unterems                                   | Gitta Connemann       | 50,0 | Markus Paschke           | 28,0 | Christoph Tarek Merkel         | 7,7  | Bettina Kubiak                            | 4,4   | Harald Kleem                   | 4,7   | Marion Terhalle                 | 4,4 | 0,7      |
| 26 | Friesland – Wilhelmshaven – Wittmund       | Hans-Werner Kammer    | 32,4 | Siemtje Möller           | 39,7 | Achim Postert                  | 8,3  | Holger Onken                              | 5,9   | Victor Alexander von Fintel    | 5,5   | Hendrik Theemann                | 5,9 | 2,3      |
| 27 | Oldenburg – Ammerland                      | Stephan Albani        | 30,2 | Dennis Rohde             | 36,3 | Andreas Michael Paul           | 6,7  | Amira Mohamed Ali                         | 8,1   | Peter Meiwald                  | 11,4  | Nils Hinrich Krummacker         | 6,1 | 1,3      |
| 28 | Delmenhorst – Wesermarsch – Oldenburg-Land | Astrid Grotelüschen   | 34,1 | Susanne Mittag           | 32,9 | Herbert Sobierei               | 9,0  | Manuel Paschke                            | 6,1   | Christina-Johanne Schröder     | 7,7   | Christian Dürr                  | 9,0 | 1,2      |
| 29 | Cuxhaven – Stade II                        | Enak Ferlemann        | 42,7 | Susanne Puvogel          | 30,7 | Peter Würdig                   | 8,5  | Nadije Memedi                             | 5,8   | Marcel Duda                    | 6,1   | Marco Patrick Rützel            | 5,0 | 1,3      |
| 30 | Stade I – Rotenburg II                     | Oliver Grundmann      | 44,4 | Oliver Kellmer           | 28,2 | Astrid zum Felde               | 8,3  | Klemens Kowalski                          | 5,3   | Ralf Poppe                     | 7,0   | André Grote                     | 5,8 | 1,0      |
| 31 | Mittelems                                  | Albert Stegemann      | 53,6 | Daniela De Ridder        | 26,4 | Danny Meiners                  | 5,0  | Roberto Linguari                          | 3,8   | Reinhard Prüllage              | 5,0   | Jens Beeck                      | 5,6 | 0,5      |
| 32 | Cloppenburg – Vechta                       | Silvia Breher         | 57,7 | Kristian Kater           | 20,4 | Holger Jürgen Ulrich Teuteberg | 7,8  | Daniel Welp                               | 4,1   | Julius Flinks                  | 4,3   | Caroline Covolo                 | 5,1 | 0,6      |
| 33 | Diepholz – Nienburg I                      | Axel Knoerig          | 44,6 | Tevfik Özkan             | 27,3 | Karl-Heinz Gerd Breternitz     | 8,1  | Jürgen Abelmann                           | 5,3   | Klaus-Joachim Schmelz          | 7,7   | Alexander Carapinha Hesse       | 7,0 | 0,0      |
| 34 | Osterholz – Verden                         | Andreas Mattfeldt     | 39,2 | Christina Jantz-Herrmann | 32,0 | Jochen Rohrberg                | 8,6  | Herbert Dietrich Behrens                  | 7,1   | Monika Geils                   | 6,7   | Gero Clemens Hocker             | 5,5 | 1,0      |
| 35 | Rotenburg I – Heidekreis                   | Kathrin Rösel         | 36,1 | Lars Klingbeil           | 41,2 | Michael Stewart                | 8,2  | Agnes Elisabeth Hasenjäger                | 4,1   | Ellen Gause                    | 4,8   | Hendrik Jürgens                 | 4,5 | 1,1      |
| 36 | Harburg                                    | Michael Grosse-Brömer | 40,6 | Svenja Stadler           | 27,4 | Roderik Pfreundschuh           | 9,2  | Joachim Kotteck                           | 5,4   | Nadja Weippert                 | 9,1   | Wolfgang Knobel                 | 6,5 | 1,7      |
| 37 | Lüchow-Dannenberg – Lüneburg               | Eckhard Pols          | 33,5 | Hiltrud Lotze            | 28,1 | Gunter Hermann Runkel          | 8,7  | Michèl Pauly                              | 8,4   | Julia Maria Kornelia Verlinden | 14,8  | Edzard Aurelius Schmidt-Jortzig | 6,6 | 0,0      |
| 38 | Osnabrück-Land                             | André Berghegger      | 45,6 | Rainer Spiering          | 28,3 | Waldemar Herdt                 | 6,6  | Josef Heinrich Riepe                      | 5,3   | Filiz Polat                    | 7,7   | Matthias Seestern-Pauly         | 6,4 | 0,2      |
| 39 | Stadt Osnabrück                            | Mathias Middelberg    | 40,3 | Antje Schulte-Schoh      | 31,6 | –                              | 0,0  | Giesela Olga Waltraud Brandes-Steggewentz | 8,4   | Günther Westermann             | 10,1  | Thomas Thiele                   | 8,9 | 0,6      |
| 40 | Nienburg II – Schaumburg                   | Maik Beermann         | 40,6 | Marja-Liisa Völlers      | 32,7 | Pascal Stüber                  | 9,1  | Torben Franz                              | 4,5   | Katja Keul                     | 7,7   | Daniel Winter                   | 4,5 | 0,8      |
| 41 | Stadt Hannover I                           | Maximilian Oppelt     | 29,6 | Kerstin Tack             | 35,6 | Jörn König                     | 8,5  | Hans-Herbert Ullrich                      | 7,2   | Swantje Michaelsen             | 9,1   | Claudia Winterstein             | 6,5 | 3,4      |
| 42 | Stadt Hannover II                          | Ursula von der Leyen  | 28,9 | Yasmin Fahimi            | 33,7 | Herbert Gerd Klever            | 7,2  | Tayabeh Bokah Tamejani                    | 9,3   | Sven-Christian Kindler         | 11,2  | Ulla Ihnen                      | 5,5 | 4,2      |
| 43 | Hannover-Land I                            | Hendrik Hoppenstedt   | 40,1 | Caren Marks              | 33,1 | Dietmar Friedhoff              | 9,6  | Jörg-Diether Wilhelm Dehm-Desoi           | 5,0   | Eike Lengemann                 | 6,0   | Grigorios Aggelidis             | 5,2 | 1,1      |
| 44 | Celle – Uelzen                             | Henning Otte          | 42,7 | Kirsten Lühmann          | 30,0 | Thomas Ehrhorn                 | 10,1 | Paul Stern                                | 4,9   | Heiko Wundram                  | 5,8   | Anja Schulz                     | 5,5 | 1,1      |
| 45 | Gifhorn – Peine                            | Ingrid Pahlmann       | 36,1 | Hubertus Heil            | 37,8 | Rupert Ostrowski               | 9,9  | Klaus Brinkmann                           | 5,3   | Stefanie Maria Weigand         | 5,6   | Holger Flöge                    | 4,8 | 0,6      |
| 46 | Hameln-Pyrmont – Holzminden                | Michael Vietz         | 33,4 | Johannes Schraps         | 39,1 | Armin-Paulus Hampel            | 9,5  | Jutta Krellmann                           | 5,9   | Ute Martha Michel              | 5,4   | Klaus-Peter Wennemann           | 5,8 | 0,9      |
| 47 | Hannover-Land II                           | Maria Flachsbarth     | 35,2 | Matthias Miersch         | 37,0 | Sabine Ehrke                   | 9,4  | Jessica Kaußen                            | 5,4   | Roland Christoph Panter        | 5,7   | Harald Klotz                    | 5,4 | 1,8      |
| 48 | Hildesheim                                 | Ute Bertram           | 36,0 | Bernd Westphal           | 37,2 | Claus Grugelke                 | 8,6  | Orhan Kara                                | 5,1   | Ottmar von Holtz               | 7,6   | Henrik Harald Malte Jacobs      | 5,6 | 0,0      |
| 49 | Salzgitter – Wolfenbüttel                  | Uwe Lagosky           | 29,1 | Sigmar Gabriel           | 42,8 | Manfred Hans Erich Wolfrum     | 11,9 | Victor Angelo Perli                       | 6,0   | Ghalia El Boustami             | 4,3   | Jens Henry Neubert              | 4,7 | 1,1      |
| 50 | Braunschweig                               | Carsten Müller        | 31,4 | Carola Reimann           | 38,0 | Mirco Karsten Hanker           | 7,8  | Cihane Gürtas-Yildirim                    | 7,6   | Juliane Klara Auguste Krause   | 8,0   | Ingo Schramm                    | 5,4 | 1,8      |
| 51 | Helmstedt – Wolfsburg                      | Günter Lach           | 34,9 | Falko Mohrs              | 38,0 | Thomas Schlick                 | 10,2 | Pia-Beate Zimmermann                      | 6,0   | Volker Möll                    | 4,5   | Kristin Krumm                   | 5,7 | 0,7      |
| 52 | Goslar – Northeim – Osterode               | Roy Kühne             | 39,8 | Marcus Seidel            | 34,8 | Jens Kestner                   | 9,3  | Lukas David Jacobs                        | 5,7   | Viola von Cramon-Taubadel      | 5,4   | Nicole Langer                   | 5,0 | 0,0      |
| 53 | Göttingen                                  | Fritz Güntzler        | 33,3 | Thomas Oppermann         | 34,9 | Pierre Hillebrecht             | 7,0  | Konrad Kelm                               | 5,9   | Jürgen Trittin                 | 11,3  | Konstantin Elias Kuhle          | 4,6 | 3,1      |

### Bremen
| N. | Wahlkreis               | CDU                            | CDU  | SPD             | SPD  | AfD           | AfD  | Linke          | Linke | Grüne                   | Grüne | FDP            | FDP  | Sonstige |
| N. | Wahlkreis               | Kandidat                       | %    | Kandidat        | %    | Kandidat      | %    | Kandidat       | %     | Kandidat                | %     | Kandidat       | %    | Sonstige |
| -- | ----------------------- | ------------------------------ | ---- | --------------- | ---- | ------------- | ---- | -------------- | ----- | ----------------------- | ----- | -------------- | ---- | -------- |
| 54 | Bremen I                | Elisabeth Charlotte Motschmann | 24,2 | Sarah Ryglewski | 30,0 | Silvia Brock  | 7,7  | Sebastian Rave | 12,2  | Kirsten Kappert-Gonther | 11,9  | Lencke Steiner | 11,2 | 2,7      |
| 55 | Bremen II – Bremerhaven | Bettina Hornhues               | 25,0 | Uwe Schmidt     | 34,0 | Frank Magnitz | 11,4 | Nelson Janßen  | 11,5  | Maurice Müller          | 7,7   | Hauke Hilz     | 6,7  | 3,7      |

### Brandenburg
| N. | Wahlkreis                                                                        | CDU                        | CDU  | SPD                    | SPD  | AfD                          | AfD  | Linke                   | Linke | Grüne                        | Grüne | FDP                              | FDP | Sonstige |
| N. | Wahlkreis                                                                        | Kandidat                   | %    | Kandidat               | %    | Kandidat                     | %    | Kandidat                | %     | Kandidat                     | %     | Kandidat                         | %   | Sonstige |
| -- | -------------------------------------------------------------------------------- | -------------------------- | ---- | ---------------------- | ---- | ---------------------------- | ---- | ----------------------- | ----- | ---------------------------- | ----- | -------------------------------- | --- | -------- |
| 56 | Prignitz – Ostprignitz-Ruppin – Havelland I                                      | Sebastian Steineke         | 30,8 | Dagmar Ziegler         | 23,7 | Michael Nehls                | 18,0 | Kirsten Tackmann        | 17,6  | Martin Wandrey               | 3,0   | Andreas Gerd Hoffmann            | 3,6 | 3,3      |
| 57 | Uckermark – Barnim I                                                             | Jens Koeppen               | 30,6 | Stefan Zierke          | 19,4 | Jan Steffen Daniel John      | 20,2 | Andreas Hermann Büttner | 18,4  | Thomas Dyhr                  | 3,7   | Laura Schieritz                  | 3,8 | 3,9      |
| 58 | Oberhavel – Havelland II                                                         | Uwe Wolfgang Werner Feiler | 29,9 | Benjamin Grimm         | 22,7 | Christian Schmidt            | 18,0 | Harald Petzold          | 14,7  | Petra Budke                  | 5,3   | Volkmar Richter                  | 5,2 | 4,2      |
| 59 | Märkisch-Oderland – Barnim II                                                    | Hans-Georg von der Marwitz | 28,4 | Stephen Ulrich Ruebsam | 15,8 | Andreas Mario Schuffenhauer  | 20,2 | Kerstin Kühn            | 22,5  | Jan Sommer                   | 5,4   | Mirko Dachroth                   | 4,2 | 3,4      |
| 60 | Brandenburg a.d. Havel – Potsdam-Mittelmark I – Havelland III – Teltow-Fläming I | Dietlind Tiemann           | 31,8 | Erardo Rautenberg      | 25,1 | Klaus-Dieter Riedelsdorf     | 16,9 | Anke Domscheit-Berg     | 15,1  | Till-Christian Heyer-Stuffer | 3,4   | Eric Vohn                        | 4,6 | 3,1      |
| 61 | Potsdam – Potsdam-Mittelmark II – Teltow-Fläming II                              | Saskia Ludwig              | 24,9 | Manja Schüle           | 26,1 | René Springer                | 12,3 | Norbert Müller          | 16,5  | Annalena Baerbock            | 8,0   | Linda Teuteberg                  | 7,5 | 4,7      |
| 62 | Dahme-Spreewald – Teltow-Fläming III – Oberspreewald-Lausitz I                   | Jana Schimke               | 30,7 | Sylvia Lehmann         | 19,6 | Dietmar Ertel                | 20,3 | Carsten Joachim Preuß   | 16,4  | Gerhard Kalinka              | 4,4   | Rico Kerstan                     | 4,8 | 3,8      |
| 63 | Frankfurt (Oder) – Oder-Spree                                                    | Martin Patzelt             | 27,1 | Franz Herbert Berger   | 17,1 | Alexander Gauland            | 21,9 | Thomas Nord             | 19,1  | Clemens Rostock              | 3,3   | Manfred Werner Reinhold Dietrich | 5,1 | 6,4      |
| 64 | Cottbus – Spree-Neiße                                                            | Klaus-Peter Schulze        | 28,4 | Ulrich Freese          | 17,0 | Marianne Spring-Räumschüssel | 25,3 | Birgit Doris Kaufhold   | 15,7  | Wolfgang Jürgen Renner       | 3,3   | Jeff Staudacher                  | 5,7 | 4,6      |
| 65 | Elbe-Elster – Oberspreewald-Lausitz II                                           | Michael Stübgen            | 29,5 | Hannes Walter          | 16,7 | Peter Holger Drenske         | 24,7 | Diana Tietze            | 16,2  | Stefan Schön                 | 2,9   | Martin Neumann                   | 5,4 | 4,7      |

### Sachsen-Anhalt
| N. | Wahlkreis               | CDU                 | CDU  | SPD                         | SPD  | AfD                   | AfD  | Linke               | Linke | Grüne                        | Grüne | FDP                 | FDP | Sonstige |
| N. | Wahlkreis               | Kandidat            | %    | Kandidat                    | %    | Kandidat              | %    | Kandidat            | %     | Kandidat                     | %     | Kandidat            | %   | Sonstige |
| -- | ----------------------- | ------------------- | ---- | --------------------------- | ---- | --------------------- | ---- | ------------------- | ----- | ---------------------------- | ----- | ------------------- | --- | -------- |
| 66 | Altmark                 | Eckhard Gnodtke     | 32,6 | Marina Kermer               | 19,1 | Matthias Büttner      | 16,5 | Matthias Höhn       | 19,2  | Mirko Wolff                  | 3,4   | Marcus Faber        | 6,7 | 2,5      |
| 67 | Börde – Jerichower Land | Manfred Behrens     | 37,8 | Franziska Kersten           | 20,0 | –                     | 0,0  | Kerstin Auerbach    | 20,3  | Max Schirmer                 | 2,4   | Christiane Fuchs    | 7,6 | 11,9     |
| 68 | Harz                    | Heike Brehmer       | 36,4 | Eberhard Brecht             | 17,5 | Frank-Ronald Bischoff | 16,1 | Evelyn Edler        | 19,2  | Susan Sziborra-Seidlitz      | 3,2   | Denise Köcke        | 4,9 | 2,6      |
| 69 | Magdeburg               | Tino Sorge          | 27,4 | Burkhard Karl Erich Lischka | 21,7 | Frank Pasemann        | 15,3 | Eva von Angern      | 18,9  | Matthias Borowiak            | 4,0   | Karl-Heinz Paqué    | 6,7 | 6,0      |
| 70 | Dessau – Wittenberg     | Sepp Müller         | 35,2 | Stefan Maria Stader         | 12,2 | Andreas Mrosek        | 19,4 | Jörg Schindler      | 18,2  | Steffi Lemke                 | 4,6   | Jörg Schnurre       | 5,0 | 5,4      |
| 71 | Anhalt                  | Kees de Vries       | 31,6 | Steffen Globig              | 12,9 | Kay-Uwe Ziegler       | 22,2 | Jan Korte           | 21,2  | Ulrike Annemarie von Thadden | 2,0   | Walter Reinhard Elß | 6,3 | 3,8      |
| 72 | Halle                   | Christoph Bernstiel | 27,1 | Karamba Diaby               | 21,3 | Evelyn Nitsche        | 17,3 | Petra Sitte         | 20,3  | Grit Michelmann              | 3,6   | Frank Sitta         | 6,7 | 3,6      |
| 73 | Burgenland – Saalekreis | Dieter Stier        | 33,6 | Hans-Jürgen Schmidt         | 13,1 | Uwe Gewiese           | 23,4 | Birke Bull-Bischoff | 16,9  | Miriam Matz                  | 2,5   | Eiko Precht         | 6,6 | 3,9      |
| 74 | Mansfeld                | Torsten Schweiger   | 31,0 | Katrin Budde                | 15,2 | Uwe Peter Scheidemann | 23,9 | Alexander Sorge     | 18,1  | Katharina Schultheis         | 2,6   | Andreas Silbersack  | 8,1 | 1,2      |

### Berlin
| N. | Wahlkreis                                               | CDU                  | CDU  | SPD               | SPD  | AfD                    | AfD  | Linke             | Linke | Grüne              | Grüne | FDP                             | FDP | Sonstige |
| N. | Wahlkreis                                               | Kandidat             | %    | Kandidat          | %    | Kandidat               | %    | Kandidat          | %     | Kandidat           | %     | Kandidat                        | %   | Sonstige |
| -- | ------------------------------------------------------- | -------------------- | ---- | ----------------- | ---- | ---------------------- | ---- | ----------------- | ----- | ------------------ | ----- | ------------------------------- | --- | -------- |
| 75 | Berlin-Mitte                                            | Frank Henkel         | 18,6 | Eva Högl          | 23,5 | Beatrix von Storch     | 7,9  | Stephan Rauhut    | 20,5  | Özcan Mutlu        | 18,0  | Katharina Ziolkowski            | 6,0 | 5,6      |
| 76 | Berlin-Pankow                                           | Gottfried Ludewig    | 19,6 | Klaus Mindrup     | 16,4 | Georg Pazderski        | 12,1 | Stefan Liebich    | 28,8  | Stefan Gelbhaar    | 14,2  | Daniela Kluckert                | 4,2 | 4,8      |
| 77 | Berlin-Reinickendorf                                    | Frank Steffel        | 36,8 | Thorsten Karge    | 23,6 | Dieter Neuendorf       | 13,2 | Hakan Taş         | 7,7   | Stefanie Remlinger | 7,9   | Juliane Hüttl                   | 7,2 | 3,6      |
| 78 | Berlin-Spandau – Charlottenburg Nord                    | Kai Wegner           | 30,9 | Swen Schulz       | 32,1 | Andreas Otti           | 13,4 | Manuel Lambers    | 7,6   | Bettina Jarasch    | 6,2   | Paul Fresdorf                   | 6,4 | 3,4      |
| 79 | Berlin-Steglitz – Zehlendorf                            | Thomas Heilmann      | 35,4 | Ute Finckh-Krämer | 24,6 | Sabine Gollombeck      | 8,2  | Franziska Brychcy | 7,5   | Urban Aykal        | 12,7  | Hartmut Heinrich Wilhelm Ebbing | 9,1 | 2,6      |
| 80 | Berlin-Charlottenburg – Wilmersdorf                     | Klaus-Dieter Gröhler | 30,2 | Tim Renner        | 27,6 | Nicolaus Fest          | 7,5  | Friederike Benda  | 9,4   | Elisabeth Paus     | 13,6  | Christoph Meyer                 | 9,2 | 2,4      |
| 81 | Berlin-Tempelhof – Schöneberg                           | Jan-Marco Luczak     | 28,9 | Mechthild Rawert  | 22,0 | Lothar Mundt           | 9,1  | Alexander King    | 10,8  | Renate Künast      | 18,9  | Holger Krestel                  | 6,4 | 3,9      |
| 82 | Berlin-Neukölln                                         | Christina Schwarzer  | 24,5 | Fritz Felgentreu  | 26,8 | Frank-Christian Hansel | 10,7 | Judith Benda      | 16,4  | Susanna Kahlefeld  | 11,0  | Marcus Jensen                   | 5,1 | 5,5      |
| 83 | Berlin-Friedrichshain – Kreuzberg – Prenzlauer Berg Ost | Timur Husein         | 12,2 | Cansel Kiziltepe  | 16,9 | Sibylle Schmidt        | 6,2  | Pascal Meiser     | 24,9  | Canan Bayram       | 26,3  | Athanasia Rousiamani-Goldthau   | 3,1 | 10,4     |
| 84 | Berlin-Treptow – Köpenick                               | Niels Korte          | 18,9 | Matthias Schmidt  | 13,8 | Martin Trefzer         | 15,0 | Gregor Gysi       | 39,9  | Erik Marquardt     | 5,0   | Ralf Henze                      | 3,8 | 3,7      |
| 85 | Berlin-Marzahn – Hellersdorf                            | Monika Grütters      | 22,3 | Dmitri Geidel     | 12,6 | Jeannette Auricht      | 20,6 | Petra Pau         | 34,2  | Ina Seidel-Grothe  | 3,2   | Roman-Francesco Rogat           | 3,5 | 3,6      |
| 86 | Berlin-Lichtenberg                                      | Martin Pätzold       | 19,7 | Kevin Hönicke     | 14,1 | Marius Radtke          | 15,7 | Gesine Lötzsch    | 34,8  | Hannah Neumann     | 5,9   | Dirk Gawlitza                   | 3,4 | 6,4      |

### Nordrhein-Westfalen
| N.  | Wahlkreis                           | CDU                          | CDU  | SPD                  | SPD  | AfD                                        | AfD  | Linke                      | Linke | Grüne                       | Grüne | FDP                              | FDP  | Sonstige |
| N.  | Wahlkreis                           | Kandidat                     | %    | Kandidat             | %    | Kandidat                                   | %    | Kandidat                   | %     | Kandidat                    | %     | Kandidat                         | %    | Sonstige |
| --- | ----------------------------------- | ---------------------------- | ---- | -------------------- | ---- | ------------------------------------------ | ---- | -------------------------- | ----- | --------------------------- | ----- | -------------------------------- | ---- | -------- |
| 87  | Aachen I                            | Rudolf Henke                 | 33,7 | Ulla Schmidt         | 32,5 | Markus Mohr                                | 5,6  | Andrej Hunko               | 8,8   | Katrin Feldmann             | 9,4   | Cliff Gatzweiler                 | 7,3  | 2,6      |
| 88  | Aachen II                           | Helmut Brandt                | 36,5 | Claudia Moll         | 36,9 | Markus Matzerath                           | 8,8  | Gabriele Halili            | 5,1   | Alexander Tietz-Latza       | 4,5   | Frank Schniske                   | 6,4  | 1,7      |
| 89  | Heinsberg                           | Wilfried Oellers             | 45,6 | Norbert Spinrath     | 28,0 | Hermann Navel                              | 8,3  | Wolfram Steinhage          | 4,6   | Christoph Stolzenberger     | 5,0   | Klaus Jürgen Wagner              | 6,6  | 2,0      |
| 90  | Düren                               | Thomas Rachel                | 41,9 | Dietmar Nietan       | 31,7 | Bernd Essler                               | 8,9  | Valentin Veithen           | 4,4   | Oliver Michael Krischer     | 5,5   | Katharina Kloke                  | 5,9  | 1,7      |
| 91  | Rhein-Erft-Kreis I                  | Georg Kippels                | 39,2 | Dierk Timm           | 31,1 | Franz Pesch                                | 9,0  | Zeki Gökhan                | 4,5   | Rüdiger Warnecke            | 5,5   | Christian Pohlmann               | 9,3  | 1,4      |
| 92  | Euskirchen – Rhein-Erft-Kreis II    | Detlef Seif                  | 42,8 | Ute Meiers           | 26,2 | Hans-Rüdiger Lucassen                      | 9,5  | Susanne Schütze-Lülsdorf   | 5,8   | Hans-Werner Ignatowitz      | 5,8   | Markus Herbrand                  | 9,9  | 0,0      |
| 93  | Köln I                              | Karsten Möring               | 31,6 | Martin Dörmann       | 31,0 | Fabian Jacobi                              | 8,6  | Murat Yilmaz               | 8,6   | Hans Schwanitz              | 9,8   | Reinhard Houben                  | 7,7  | 2,7      |
| 94  | Köln II                             | Heribert Hirte               | 34,9 | Elfi Scho-Antwerpes  | 26,9 | Jochen Haug                                | 4,6  | Matthias W. Birkwald       | 8,0   | Sven Lehmann                | 14,6  | Annette Wittmütz-Heublein        | 9,1  | 2,0      |
| 95  | Köln III                            | Gisela Manderla              | 27,6 | Rolf Mützenich       | 32,3 | Stephan Boyens                             | 7,5  | Güldane Tokyürek           | 9,7   | Katharina Dröge             | 13,2  | Volker Görzel                    | 7,1  | 2,6      |
| 96  | Bonn                                | Claudia Lücking-Michel       | 32,0 | Ulrich Kelber        | 34,9 | Sascha Ulbrich                             | 6,1  | Jürgen Repschläger         | 5,7   | Katja Dörner                | 8,4   | Alexander Graf Lambsdorff        | 10,5 | 2,4      |
| 97  | Rhein-Sieg-Kreis I                  | Elisabeth Winkelmeier-Becker | 44,3 | Sebastian Hartmann   | 27,7 | –                                          | 0,0  | Alexander Neu              | 8,1   | Elisabeth Anschütz          | 6,5   | Ralph Lorenz                     | 10,4 | 3,0      |
| 98  | Rhein-Sieg-Kreis II                 | Norbert Röttgen              | 46,5 | Bettina Bähr-Losse   | 22,7 | Manfred Berchem                            | 8,4  | Michael Droste             | 5,5   | Martin Metz                 | 7,9   | Nicole Westig                    | 8,4  | 0,5      |
| 99  | Oberbergischer Kreis                | Carsten Brodesser            | 43,7 | Michaela Engelmeier  | 26,7 | Stefan Zühlke                              | 10,1 | Diyar Agu                  | 5,2   | Michael Braun               | 6,1   | Heinz Jörg Kloppenburg           | 7,8  | 0,3      |
| 100 | Rheinisch-Bergischer Kreis          | Hermann-Josef Tebroke        | 40,0 | Nikolaus Kleine      | 24,4 | Roland Hartwig                             | 7,2  | Lucie Misini               | 4,9   | Maik Außendorf              | 6,9   | Christian Lindner                | 15,7 | 0,8      |
| 101 | Leverkusen – Köln IV                | Helmut Nowak                 | 30,8 | Karl Lauterbach      | 38,7 | Günter Theodor Witzmann                    | 8,7  | Beate Hane-Knoll           | 6,1   | Lisa-Marie Friede           | 5,7   | Rolf William Albach              | 6,6  | 3,4      |
| 102 | Wuppertal I                         | Rainer Spiecker              | 29,6 | Helge Lindh          | 31,5 | Dietmar Gedig                              | 11,0 | Bernhard Sander            | 8,9   | Sylvia Meyer                | 7,4   | Manfred Todtenhausen             | 8,7  | 2,8      |
| 103 | Solingen – Remscheid – Wuppertal II | Jürgen Hardt                 | 38,2 | Ingo Schäfer         | 30,8 | Frederick Kühne                            | 9,5  | Adrian Scheffels           | 6,2   | Ilka Brehmer                | 5,8   | Karin van der Most               | 7,8  | 1,6      |
| 104 | Mettmann I                          | Michaela Noll                | 44,6 | Jens Niklaus         | 25,7 | Martin Erwin Renner                        | 8,9  | Dieter Karzig              | 5,5   | Jörn Leunert                | 6,9   | Martina Reuter                   | 8,3  | 0,0      |
| 105 | Mettmann II                         | Peter Beyer                  | 39,3 | Kerstin Griese       | 30,2 | Bernd Ulrich                               | 9,0  | Rainer Köster              | 5,5   | Ophelia Nick                | 6,1   | Anna-Tina Pannes                 | 8,7  | 1,2      |
| 106 | Düsseldorf I                        | Thomas Jarzombek             | 40,4 | Philipp Tacer        | 24,4 | Guido Dietel                               | 6,4  | Udo Adam Bonn              | 7,4   | Paula Elsholz               | 8,4   | Marie-Agnes Strack-Zimmermann    | 12,8 | 0,2      |
| 107 | Düsseldorf II                       | Sylvia Pantel                | 33,8 | Andreas Rimkus       | 27,3 | Jessica Malisch                            | 8,1  | Sahra Wagenknecht          | 13,0  | Uwe Warnecke                | 8,3   | Sebastian Rehne                  | 9,2  | 0,2      |
| 108 | Neuss I                             | Hermann Gröhe                | 44,0 | Daniel Rinkert       | 28,6 | Dirk Helmut Kranefuß                       | 8,6  | Roland Sperling            | 5,4   | Peter Gehrmann              | 5,1   | Bijan Djir-Sarai                 | 7,2  | 1,0      |
| 109 | Mönchengladbach                     | Günter Krings                | 44,3 | Gülistan Yüksel      | 24,4 | Holger Heinz Hexgen                        | 9,1  | Sebastian Merkens          | 6,8   | Peter Walter                | 6,0   | Stefan Dahlmanns                 | 7,8  | 1,6      |
| 110 | Krefeld I – Neuss II                | Ansgar Heveling              | 42,4 | Nicole Specker       | 25,5 | Christof Rausch                            | 7,3  | Heiner Bäther              | 5,1   | Susanne Mervat Badra        | 6,6   | Otto Fricke                      | 11,5 | 1,6      |
| 111 | Viersen                             | Uwe Schummer                 | 47,9 | Udo Schiefner        | 25,0 | Kay Gottschalk                             | 7,0  | Christoph Saßen            | 5,1   | Jürgen Heinen               | 6,7   | Andreas Bist                     | 8,3  | 0,0      |
| 112 | Kleve                               | Stefan Rouenhoff             | 45,0 | Barbara Hendricks    | 30,6 | Gerd Plorin                                | 6,6  | Ferdinand Niemann          | 4,2   | Bruno Jöbkes                | 4,9   | Ralf Klapdor                     | 7,6  | 1,1      |
| 113 | Wesel I                             | Sabine Katharina Weiss       | 39,0 | Jürgen Preuß         | 32,8 | Renatus Rieger                             | 8,6  | Gerd Baßfeld               | 6,0   | Stefan Meiners              | 5,5   | Bernd Reuther                    | 8,0  | 0,2      |
| 114 | Krefeld II – Wesel II               | Kerstin Radomski             | 37,0 | Elke Buttkereit      | 32,0 | Peter Müller                               | 8,5  | Manfred Büddemann          | 5,6   | Ursula Schauws              | 6,1   | Florian Philipp Ott              | 8,2  | 2,7      |
| 115 | Duisburg I                          | Thomas Mahlberg              | 28,7 | Bärbel Bas           | 38,3 | Guido Kurt Peter Krebber                   | 11,5 | Özden Ates                 | 6,9   | Anna von Spiczak-Brzezinski | 5,6   | Carlos Alexander Gebauer         | 7,0  | 2,1      |
| 116 | Duisburg II                         | Volker Mosblech              | 26,4 | Mahmut Özdemir       | 34,7 | Karl Michael Solms                         | 16,6 | Martin Kretschmer          | 8,9   | Felix Banaszak              | 4,6   | Frank Albrecht                   | 7,0  | 1,8      |
| 117 | Oberhausen – Wesel III              | Marie-Luise Dött             | 29,1 | Dirk Vöpel           | 38,5 | Uwe Kamann                                 | 12,3 | Niema Movassat             | 7,6   | Patrick Voss                | 5,6   | Roman Müller-Böhm                | 6,3  | 0,6      |
| 118 | Mülheim – Essen I                   | Astrid Timmermann-Fechter    | 31,3 | Arno Klare           | 34,9 | Alexander von Wrese                        | 11,5 | Marc Scheffler             | 6,5   | Franziska Krumwiede-Steiner | 6,2   | Joachim vom Berg                 | 9,0  | 0,5      |
| 119 | Essen II                            | Jutta Eckenbach              | 26,6 | Dirk Heidenblut      | 37,3 | Guido Thorsten Reil                        | 15,8 | Daniel Kerekes             | 7,9   | Gönül Eglence               | 5,4   | Thomas Wilhelm Friedrich Spilker | 6,6  | 0,4      |
| 120 | Essen III                           | Matthias Hauer               | 37,1 | Gereon Wolters       | 30,8 | Stefan Keuter                              | 8,1  | Ayten Kaplan               | 6,5   | Kai Boris Gehring           | 8,2   | Tim Wortmann                     | 8,3  | 1,0      |
| 121 | Recklinghausen I                    | Michael Breilmann            | 30,9 | Frank Schwabe        | 38,7 | Steffen Michel Sigmar Christ               | 11,4 | Erich Karl Burmeister      | 6,6   | Jan Matzoll                 | 5,0   | Anne Krüger                      | 7,2  | 0,3      |
| 122 | Recklinghausen II                   | Rita Stockhofe               | 34,5 | Michael Peter Groß   | 41,1 | –                                          | 0,0  | Petra Willemsen            | 8,4   | Rita Magdalena Nowak        | 4,7   | Andres Schützendübel             | 10,2 | 1,0      |
| 123 | Gelsenkirchen                       | Oliver Wittke                | 25,4 | Markus Töns          | 38,3 | Jörg Schneider                             | 16,9 | Ingrid Remmers             | 6,5   | Irene Mihalic               | 4,6   | Marco Buschmann                  | 6,7  | 1,6      |
| 124 | Steinfurt I – Borken I              | Jens Spahn                   | 51,3 | Ingrid Arndt-Brauer  | 25,8 | Mario Mieruch                              | 6,0  | Hannes Draeger             | 4,9   | Bernhard Lammersmann        | 5,3   | Dietmar Lütkemeyer               | 6,6  | 0,0      |
| 125 | Bottrop – Recklinghausen III        | Sven Volmering               | 33,6 | Michael Gerdes       | 36,8 | Alfred Stegmann                            | 11,8 | David Sperl                | 6,3   | Andrea Swoboda              | 4,4   | Tristan Zielinski                | 6,5  | 0,6      |
| 126 | Borken II                           | Johannes Röring              | 52,3 | Ursula Schulte       | 25,3 | –                                          | 0,0  | Rolf Paul Christian Kohn   | 4,5   | Holger Lordieck             | 6,7   | Karlheinz Busen                  | 9,1  | 2,0      |
| 127 | Coesfeld – Steinfurt II             | Marc Henrichmann             | 51,6 | Ulrich Hampel        | 23,5 | –                                          | 0,0  | Gernod Röken               | 6,2   | Friedrich Ostendorff        | 8,2   | Daniel Fahr                      | 10,5 | 0,0      |
| 128 | Steinfurt III                       | Anja Karliczek               | 44,8 | Jürgen Coße          | 30,3 | Michael Espendiller                        | 6,3  | Kathrin Vogler             | 5,6   | Jan-Niclas Gesenhues        | 6,5   | Carsten Antrup                   | 5,6  | 0,8      |
| 129 | Münster                             | Sybille Benning              | 37,2 | Robert von Olberg    | 28,9 | Martin Schiller                            | 4,5  | Hubertus Zdebel            | 6,9   | Maria Klein-Schmeink        | 12,8  | Jörg Berens                      | 7,0  | 2,8      |
| 130 | Warendorf                           | Reinhold Sendker             | 46,4 | Bernhard Daldrup     | 27,9 | Joachim Multermann                         | 6,9  | Reiner Erwin Jenkel        | 4,8   | Marion Schniggendiller      | 5,5   | Oliver Niedostadek               | 7,0  | 1,5      |
| 131 | Gütersloh I                         | Ralph Brinkhaus              | 46,6 | Elvan Korkmaz        | 28,0 | Udo Theodor Hemmelgarn                     | 8,0  | Shen Ibrahimsadeh          | 4,3   | Jürgen Wächter              | 5,7   | Philip Winkler                   | 6,5  | 0,8      |
| 132 | Bielefeld – Gütersloh II            | Michael Weber                | 30,7 | Wiebke Esdar         | 33,2 | Johannes Brinkrolf                         | 8,2  | Friedrich Straetmanns      | 9,0   | Britta Haßelmann            | 9,6   | Jasmin Wahl-Schwentker           | 7,3  | 2,0      |
| 133 | Herford – Minden-Lübbecke II        | Tim Ostermann                | 35,8 | Stefan Schwartze     | 36,7 | Sebastian Richard Schulze                  | 10,0 | Fabian Alexander Stoffel   | 5,6   | Maik Babenhauserheide       | 5,1   | Siegfried Mühlenweg              | 5,6  | 1,2      |
| 134 | Minden-Lübbecke I                   | Oliver Vogt                  | 35,5 | Achim Post           | 37,4 | Jürgen Sprick                              | 9,9  | Sebastian Jerry Neumann    | 5,3   | Jana Sasse                  | 4,9   | Frank Schäffler                  | 7,1  | 0,0      |
| 135 | Lippe I                             | Kerstin Vieregge             | 36,6 | Henning Welslau      | 32,1 | Olaf Tünker                                | 10,2 | Ursula Jacob-Reisinger     | 5,4   | Ute Koczy                   | 6,0   | Christian Sauter                 | 8,4  | 1,3      |
| 136 | Höxter – Lippe II                   | Christian Haase              | 44,3 | Petra Rode-Bosse     | 26,7 | Norbert Senges                             | 9,1  | Lothar Kowelek             | 5,5   | Robin Wagener               | 6,0   | Hermann Graf von der Schulenburg | 6,9  | 1,5      |
| 137 | Paderborn – Gütersloh III           | Carsten Linnemann            | 53,3 | Burkhard Blienert    | 19,9 | Andreas Kemper                             | 9,1  | Siegfried Nowak            | 5,1   | Hartmut Oster               | 6,0   | Nicola Claudia Hagemeister       | 5,5  | 1,0      |
| 138 | Hagen – Ennepe-Ruhr-Kreis I         | Cemile Giousouf              | 30,3 | René Röspel          | 39,2 | Michael Eiche                              | 11,3 | Ralf Sondermeyer           | 5,4   | Karen Haltaufderheide       | 3,9   | Katrin Helling-Plahr             | 7,9  | 2,0      |
| 139 | Ennepe-Ruhr-Kreis II                | Ralf Brauksiepe              | 32,9 | Ralf Kapschack       | 36,7 | –                                          | 0,0  | Heinz-Dieter Kempka        | 8,0   | Janosch Dahmen              | 8,6   | Jürgen Alexander Weber           | 10,5 | 3,2      |
| 140 | Bochum I                            | Christian Haardt             | 28,2 | Axel Schäfer         | 37,2 | Wolf-Dieter Liese                          | 9,5  | Sevim Daðdelen             | 10,0  | Frithjof Schmidt            | 7,7   | Olaf in der Beek                 | 7,0  | 0,3      |
| 141 | Herne – Bochum II                   | Paul Ziemiak                 | 24,1 | Michelle Müntefering | 41,9 | Armin Wolf                                 | 13,4 | Daniel Kleibömer           | 8,0   | Sabine von der Beck         | 5,6   | Klaus-Wilhelm Füßmann            | 6,7  | 0,3      |
| 142 | Dortmund I                          | Thorsten Hoffmann            | 28,6 | Marco Bülow          | 38,8 | Heinrich Theodor Garbe                     | 9,5  | Ursula Jelpke              | 7,7   | Markus Kurth                | 7,3   | Max Zombek                       | 5,9  | 2,2      |
| 143 | Dortmund II                         | Steffen Kanitz               | 28,1 | Sabine Poschmann     | 38,8 | Matthias Helferich                         | 10,6 | Celine Ellenore Erlenhofer | 8,6   | Ingrid Reuter               | 6,4   | Sven Görgens                     | 6,4  | 1,1      |
| 144 | Unna I                              | Hubert Hüppe                 | 31,8 | Oliver Kaczmarek     | 38,8 | Andreas Handt                              | 9,1  | Ruth Tietz                 | 5,4   | Michael Sacher              | 6,4   | Heike Schaumann                  | 6,4  | 2,1      |
| 145 | Hamm – Unna II                      | Sylvia Jörrißen              | 35,2 | Michael Thews        | 36,4 | Pierre Jung                                | 10,4 | Sven Kleinemeier           | 5,9   | Eckhard Kneisel             | 4,4   | Beate Oertel                     | 5,9  | 1,8      |
| 146 | Soest                               | Hans-Jürgen Thies            | 42,7 | Wolfgang Hellmich    | 29,3 | Gerhard Helmuth Berengar Elsner von Gronow | 8,9  | Robert Helle               | 5,7   | Shahabuddin Miah            | 5,5   | Fabian Griewel                   | 7,9  | 0,1      |
| 147 | Hochsauerlandkreis                  | Patrick Sensburg             | 48,0 | Dirk Wiese           | 26,9 | Hans-Martin Schaefer                       | 7,3  | Reinhard Prange            | 4,2   | Annika Neumeister           | 4,2   | Carl-Julius Cronenberg           | 8,4  | 0,9      |
| 148 | Siegen-Wittgenstein                 | Volkmar Klein                | 40,1 | Heiko Becker         | 30,2 | Andreas Michael Otto Appelt                | 9,8  | Sylvia Gabelmann           | 5,9   | Simon Rock                  | 4,3   | Hermann Siebdrat                 | 7,3  | 2,3      |
| 149 | Olpe – Märkischer Kreis I           | Matthias Heider              | 47,9 | Nezahat Baradari     | 26,3 | Klaus Heger                                | 8,8  | Ingeborg Mohr-Simeonidis   | 4,8   | Christian Hohn              | 3,4   | Johannes Vogel                   | 8,8  | 0,0      |
| 150 | Märkischer Kreis II                 | Christel Voßbeck-Kayser      | 37,8 | Dagmar Freitag       | 38,6 | –                                          | 0,0  | Christian Kißler           | 7,8   | John Haberle                | 3,8   | Michael Schulte                  | 10,7 | 1,3      |

### Sachsen
| N.  | Wahlkreis                              | CDU                | CDU  | SPD                          | SPD  | AfD                   | AfD  | Linke                       | Linke | Grüne                   | Grüne | FDP                              | FDP  | Sonstige |
| N.  | Wahlkreis                              | Kandidat           | %    | Kandidat                     | %    | Kandidat              | %    | Kandidat                    | %     | Kandidat                | %     | Kandidat                         | %    | Sonstige |
| --- | -------------------------------------- | ------------------ | ---- | ---------------------------- | ---- | --------------------- | ---- | --------------------------- | ----- | ----------------------- | ----- | -------------------------------- | ---- | -------- |
| 151 | Nordsachsen                            | Marian Wendt       | 32,8 | Rüdiger Bernd Alfred Kleinke | 14,0 | Detlev Spangenberg    | 26,8 | Susanna Karawanskij         | 17,2  | Jörg Bornack            | 2,6   | Christoph Werner Johannes Waitz  | 6,6  | 0,0      |
| 152 | Leipzig I                              | Jens Lehmann       | 27,5 | Daniela Kolbe                | 16,5 | Christoph Neumann     | 20,5 | Franziska Riekewald         | 19,5  | Volker Holzendorf       | 5,5   | Marcus Viefeld                   | 5,7  | 4,9      |
| 153 | Leipzig II                             | Thomas Feist       | 24,6 | Jens Axel Katzek             | 13,7 | Siegbert Droese       | 15,0 | Sören Pellmann              | 25,3  | Monika Lazar            | 9,9   | Friedrich Richard Vosberg        | 5,8  | 5,7      |
| 154 | Leipzig-Land                           | Katharina Landgraf | 34,1 | Markus Heinz-Josef Bergforth | 11,5 | Klaus Lars Herrmann   | 28,7 | Axel Troost                 | 15,6  | Gerd Lippold            | 3,9   | Katja Tavernaro                  | 6,3  | 0,0      |
| 155 | Meißen                                 | Thomas de Maizière | 36,7 | Susann Rüthrich              | 8,9  | Carsten Hütter        | 31,0 | Tilo Hellmann               | 12,7  | Volker Herold           | 3,3   | Maximilian Andreas Schikore-Pätz | 5,3  | 2,1      |
| 156 | Bautzen I                              | Roland Ermer       | 30,6 | Uta Strewe                   | 10,0 | Karsten Hilse         | 33,2 | Caren Nicole Lay            | 15,2  | Jens Bitzka             | 2,0   | Torsten Herbst                   | 5,8  | 3,1      |
| 157 | Görlitz                                | Michael Kretschmer | 31,4 | Thomas Edmund Jurk           | 10,9 | Tino Chrupalla        | 32,4 | Thorsten Ahrens             | 13,6  | Joachim Schulze         | 3,3   | Christine Schlagehan             | 5,0  | 3,4      |
| 158 | Sächsische Schweiz – Osterzgebirge     | Klaus Brähmig      | 28,8 | Klaus Wolframm               | 7,2  | Frauke Petry          | 37,4 | André Hahn                  | 14,7  | Ines Kummer             | 3,0   | Lothar Ferdinand Brandau         | 6,5  | 2,4      |
| 159 | Dresden I                              | Andreas Lämmel     | 24,6 | Christian Richard Avenarius  | 13,2 | Jens Maier            | 22,4 | Katja Kipping               | 21,0  | Thomas Löser            | 6,5   | Robert Malorny                   | 7,5  | 4,8      |
| 160 | Dresden II – Bautzen II                | Arnold Vaatz       | 25,5 | Richard Kaniewski            | 11,1 | Anka Ingrid Willms    | 22,3 | Tilo Kießling               | 17,5  | Stephan Kühn            | 8,6   | Christoph Karl Blödner           | 7,0  | 7,9      |
| 161 | Mittelsachsen                          | Veronika Bellmann  | 32,4 | Simone Raatz                 | 12,0 | Heiko Heßenkemper     | 31,5 | Falk Neubert                | 14,0  | Matthias Wagner         | 3,1   | Philipp Hartewig                 | 5,8  | 1,2      |
| 162 | Chemnitz                               | Frank Heinrich     | 26,6 | Detlef Müller                | 15,4 | Nico Köhler           | 24,0 | Michael Gerhard Leutert     | 19,4  | Meike Roden             | 4,2   | Frank Müller-Rosentritt          | 6,6  | 3,9      |
| 163 | Chemnitzer Umland – Erzgebirgskreis II | Marco Wanderwitz   | 35,1 | Ronny Kienert                | 10,3 | Bernhard Ulrich Oehme | 26,6 | Jörn Heinz Adolf Wunderlich | 17,0  | André Oehler            | 3,4   | Kristian Reinhold                | 7,6  | 0,0      |
| 164 | Erzgebirgskreis I                      | Alexander Krauß    | 34,7 | Sören Wittig                 | 9,0  | Karsten Uwe Teubner   | 30,2 | Klaus Jürgen Tischendorf    | 15,2  | Sebastian Rudolf Walter | 2,6   | Johannes Erich Tino Günther      | 7,2  | 1,0      |
| 165 | Zwickau                                | Carsten Körber     | 33,7 | Mario Pecher                 | 12,7 | –                     | 0,0  | Sabine Zimmermann           | 25,7  | Wolfgang Wetzel         | 4,5   | Jürgen Andreas Michael Martens   | 13,4 | 9,9      |
| 166 | Vogtlandkreis                          | Yvonne Magwas      | 35,0 | Eric Axel Holtschke          | 11,1 | Ulrich Willi Lupart   | 26,0 | Maik Schwarz                | 15,5  | Oliver Bittmann         | 3,8   | Uwe Gerald Geisler               | 5,6  | 3,1      |

### Hessen
| N.  | Wahlkreis                            | CDU                     | CDU  | SPD                      | SPD  | AfD                                  | AfD  | Linke                          | Linke | Grüne                           | Grüne | FDP                       | FDP  | Sonstige |
| N.  | Wahlkreis                            | Kandidat                | %    | Kandidat                 | %    | Kandidat                             | %    | Kandidat                       | %     | Kandidat                        | %     | Kandidat                  | %    | Sonstige |
| --- | ------------------------------------ | ----------------------- | ---- | ------------------------ | ---- | ------------------------------------ | ---- | ------------------------------ | ----- | ------------------------------- | ----- | ------------------------- | ---- | -------- |
| 167 | Waldeck                              | Thomas Viesehon         | 33,6 | Esther Dilcher           | 35,1 | Jan Ralf Nolte                       | 11,0 | Regina Preysing                | 6,1   | Jürgen Frömmrich                | 5,7   | Jochen Rube               | 7,1  | 1,4      |
| 168 | Kassel                               | Norbert Wett            | 26,9 | Timon Gremmels           | 35,6 | Manfred Günther Ernst Leopold Mattis | 10,0 | Torsten Felstehausen           | 8,8   | Boris Mijatović                 | 9,4   | Matthias Nölke            | 5,9  | 3,6      |
| 169 | Werra-Meißner – Hersfeld-Rotenburg   | Timo Lübeck             | 29,9 | Michael Roth             | 41,2 | Stefan Wild                          | 12,5 | Sabine Leidig                  | 5,5   | Martina Selzer                  | 4,0   | Manfred Lister            | 5,0  | 1,8      |
| 170 | Schwalm-Eder                         | Bernd Siebert           | 30,4 | Edgar Franke             | 37,7 | Albrecht Heinz Erhard Glaser         | 12,0 | Heidemarie Scheuch-Paschkewitz | 5,5   | Bettina Hoffmann                | 5,6   | Elias Johannes Knell      | 6,5  | 2,3      |
| 171 | Marburg                              | Stefan Heck             | 33,4 | Sören Bartol             | 35,7 | Julian Schmidt                       | 10,2 | Elisabeth Kula                 | 8,2   | Rainer Flohrschütz              | 6,4   | Hanke Friedrich Bokelmann | 4,3  | 1,8      |
| 172 | Lahn-Dill                            | Hans-Jürgen Irmer       | 38,3 | Dagmar Schmidt           | 29,7 | Willi Karl Wagner                    | 11,7 | Tamina Janine Veit             | 4,7   | Thorben Sämann                  | 5,8   | Carsten Seelmeyer         | 6,3  | 3,5      |
| 173 | Gießen                               | Helge Reinhold Braun    | 35,1 | Matthias Körner          | 28,2 | Uwe Schulz                           | 11,5 | Ali Abass Yahya Al Dailami     | 6,3   | Eva Goldbach                    | 8,3   | Hermann Otto Solms        | 7,7  | 2,9      |
| 174 | Fulda                                | Michael Brand           | 45,2 | Birgit Kömpel            | 20,2 | Martin Hohmann                       | 17,6 | Nick Papak Amoozegar           | 4,8   | Walter Michael Rammler          | 5,6   | Sibylle von Brunn         | 5,3  | 1,4      |
| 175 | Main-Kinzig – Wetterau II – Schotten | Peter Tauber            | 36,4 | Bettina Müller           | 28,3 | Mariana Iris Harder-Kühnel           | 14,8 | Dirk Udo Methfessel            | 5,9   | Matthias Rudolf Zach            | 5,4   | Pierre Kurth              | 6,1  | 3,0      |
| 176 | Hochtaunus                           | Markus Koob             | 39,9 | Hans-Joachim Schabedoth  | 23,0 | Andreas John Lichert                 | 10,4 | Silvia Lehmann                 | 5,9   | Wolfgang Schmitt                | 8,9   | Stefan Ruppert            | 10,4 | 1,4      |
| 177 | Wetterau I                           | Oswin Veith             | 36,4 | Natalie Pawlik           | 29,0 | Klaus Herrmann                       | 10,9 | Julian Simon Eder              | 4,9   | Kathrin Anders                  | 8,3   | Peter Heidt               | 8,1  | 2,3      |
| 178 | Rheingau-Taunus – Limburg            | Klaus-Peter Willsch     | 41,8 | Martin Rabanus           | 25,3 | Christine Anderson                   | 10,2 | Benno Pörtner                  | 5,5   | Timo Müller                     | 7,0   | Alexander Müller          | 7,6  | 2,6      |
| 179 | Wiesbaden                            | Ingmar Jung             | 34,3 | Simon Rottloff           | 28,6 | Michael Horst Goebel                 | 10,4 | Adrian Charles Gabriel         | 7,7   | Felix Möller                    | 8,9   | Lucas Schwalbach          | 7,0  | 3,1      |
| 180 | Hanau                                | Katja Leikert           | 35,3 | Sascha Raabe             | 30,4 | Jonny Nedog                          | 12,8 | Tobias Huth                    | 5,8   | Anja Katharina Zeller           | 6,1   | Ralf-Rainer Piesold       | 6,4  | 3,1      |
| 181 | Main-Taunus                          | Norbert Maria Altenkamp | 41,9 | Ilja-Kristin Seewald     | 21,8 | Gernot Fritz Laude                   | 9,7  | Ingo Joachim von Seemen        | 5,0   | Kordula Anna Paula Schulz-Asche | 9,1   | Bettina Stark-Watzinger   | 10,9 | 1,7      |
| 182 | Frankfurt am Main I                  | Matthias Rainer Zimmer  | 30,5 | Oliver Strank            | 27,1 | Horst Reschke                        | 9,0  | Achim Dieter Kessler           | 9,7   | Jessica Purkhardt               | 10,9  | Nicola Gertrud Ruth Beer  | 9,2  | 3,5      |
| 183 | Frankfurt am Main II                 | Bettina Wiesmann        | 32,4 | Ulrike Nissen            | 25,9 | Steffen Reichmann                    | 7,6  | Monika Brigitte Christann      | 9,1   | Omid Nouripour                  | 13,5  | Katharina Schreiner       | 8,1  | 3,3      |
| 184 | Groß-Gerau                           | Stefan Sauer            | 35,1 | Jan Patrick Jürgen Deboy | 32,4 | Thorsten Blümlein                    | 11,3 | Jörg Cezanne                   | 6,7   | Nina Eisenhardt                 | 6,8   | Stephan Dehler            | 5,6  | 2,1      |
| 185 | Offenbach                            | Björn Simon             | 36,4 | Tuna Firat               | 24,9 | Arno Groß                            | 11,2 | Christine Buchholz             | 7,7   | Wolfgang Strengmann-Kuhn        | 8,8   | Karl-Richard Krüger       | 7,7  | 3,2      |
| 186 | Darmstadt                            | Astrid Mannes           | 30,7 | Christel Sprößler        | 29,7 | Frank Karnbach                       | 9,1  | Michael Johannes Friedrichs    | 8,5   | Daniela Wagner                  | 14,2  | Nicolas Wallhäußer        | 6,2  | 1,6      |
| 187 | Odenwald                             | Patricia Lips           | 36,1 | Jens Zimmermann          | 29,0 | Robert Rankl                         | 11,7 | Kristin Hügelschäfer           | 6,1   | Frank Reinhard Jakob Diefenbach | 7,8   | Milena Scinardo           | 7,2  | 2,0      |
| 188 | Bergstraße                           | Michael Günther Meister | 38,9 | Christine Lambrecht      | 26,9 | Rolf Kahnt                           | 12,5 | Sascha Bahl                    | 5,5   | Moritz Alexander Müller         | 7,6   | Till Berthold Mansmann    | 7,6  | 0,9      |

### Thüringen
| N.  | Wahlkreis                                                     | CDU                  | CDU  | SPD                      | SPD  | AfD                    | AfD  | Linke                 | Linke | Grüne                 | Grüne | FDP                     | FDP | Sonstige |
| N.  | Wahlkreis                                                     | Kandidat             | %    | Kandidat                 | %    | Kandidat               | %    | Kandidat              | %     | Kandidat              | %     | Kandidat                | %   | Sonstige |
| --- | ------------------------------------------------------------- | -------------------- | ---- | ------------------------ | ---- | ---------------------- | ---- | --------------------- | ----- | --------------------- | ----- | ----------------------- | --- | -------- |
| 189 | Eichsfeld – Nordhausen – Kyffhäuserkreis                      | Manfred Grund        | 38,0 | Steffen-Claudio Lemme    | 14,3 | Jürgen Pohl            | 21,4 | Kersten Steinke       | 15,3  | Stephanie Kespohl     | 2,6   | Ronald Krügel           | 4,9 | 3,6      |
| 190 | Eisenach – Wartburgkreis – Unstrut-Hainich-Kreis              | Christian Hirte      | 34,4 | Michael Klostermann      | 15,2 | Klaus Stöber           | 21,2 | Sigrid Hupach         | 15,5  | Andreas Hundertmark   | 3,1   | Lars Christian Schröder | 5,0 | 5,5      |
| 191 | Jena – Sömmerda – Weimarer Land I                             | Johannes Selle       | 29,2 | Christoph Matschie       | 14,2 | Denny Jankowski        | 19,3 | Ralph Lenkert         | 21,4  | Olaf Müller           | 4,9   | Jan Siegemund           | 5,8 | 5,2      |
| 192 | Gotha – Ilm-Kreis                                             | Tankred Schipanski   | 29,0 | Petra Heß                | 18,6 | Carsten Günther        | 23,9 | Anke Hofmann-Domke    | 15,6  | Matthias Schlegel     | 3,3   | Martin Mölders          | 6,0 | 3,6      |
| 193 | Erfurt – Weimar – Weimarer Land II                            | Antje Tillmann       | 27,3 | Carsten Schneider        | 18,2 | Stephan Brandner       | 17,5 | Martina Renner        | 18,7  | Katrin Göring-Eckardt | 7,1   | Thomas L. Kemmerich     | 6,0 | 5,3      |
| 194 | Gera – Greiz – Altenburger Land                               | Volkmar Vogel        | 30,4 | Elisabeth Kaiser         | 11,8 | Robby Schlund          | 27,3 | Frank Tempel          | 18,7  | Andreas Leps          | 2,1   | Katja Grosch            | 5,6 | 4,0      |
| 195 | Saalfeld-Rudolstadt – Saale-Holzland-Kreis – Saale-Orla-Kreis | Albert Helmut Weiler | 30,9 | Alexander Meinhardt-Heib | 11,7 | Michael Heinz Kaufmann | 26,5 | Ralf Kalich           | 17,1  | Stephanie Erben       | 3,4   | Reginald Hanke          | 6,1 | 4,4      |
| 196 | Suhl – Schmalkalden-Meiningen – Hildburghausen – Sonneberg    | Mark Hauptmann       | 33,5 | Christoph Zimmermann     | 13,5 | Torsten Ludwig         | 22,8 | Steffen Martin Harzer | 18,3  | Roberto Kobelt        | 2,6   | Gerald Ullrich          | 4,9 | 4,4      |

### Rheinland-Pfalz
| N.  | Wahlkreis                | CDU                   | CDU  | SPD                      | SPD  | AfD                     | AfD  | Linke                    | Linke | Grüne             | Grüne | FDP                   | FDP | Sonstige |
| N.  | Wahlkreis                | Kandidat              | %    | Kandidat                 | %    | Kandidat                | %    | Kandidat                 | %     | Kandidat          | %     | Kandidat              | %   | Sonstige |
| --- | ------------------------ | --------------------- | ---- | ------------------------ | ---- | ----------------------- | ---- | ------------------------ | ----- | ----------------- | ----- | --------------------- | --- | -------- |
| 197 | Neuwied                  | Erwin Rüddel          | 43,2 | Martin Diedenhofen       | 28,6 | Andreas Bleck           | 9,5  | Jochen Bülow             | 5,3   | Anna Neuhof       | 5,3   | Sandra Weeser         | 6,1 | 1,9      |
| 198 | Ahrweiler                | Mechthild Heil        | 42,8 | Andrea Nahles            | 27,4 | Kathrin Koch            | 8,8  | Marion Morassi           | 4,5   | Martin Schmitt    | 5,8   | Christina Steinhausen | 8,7 | 2,1      |
| 199 | Koblenz                  | Josef Oster           | 41,3 | Detlev Pilger            | 28,7 | Thomas Damson           | 8,2  | Ulrich Lenz              | 5,2   | Patrick Zwiernik  | 6,2   | Florian Glock         | 6,5 | 3,9      |
| 200 | Mosel/Rhein-Hunsrück     | Peter Bleser          | 44,1 | Ivonne Horbert           | 25,2 | Martin Fischer          | 8,2  | Alexandra Erikson        | 5,3   | Ralf Kauer        | 4,9   | Carina Konrad         | 8,7 | 3,7      |
| 201 | Kreuznach                | Antje Lezius          | 37,0 | Joe Weingarten           | 31,5 | Nicole Höchst           | 10,8 | Manuela Holz             | 5,5   | Christiane Wayand | 4,9   | Lothar Ackermann      | 6,8 | 3,5      |
| 202 | Bitburg                  | Patrick Schnieder     | 51,2 | Jan Pauls                | 25,7 | Beate Härig-Dickersbach | 7,1  | Katharina Andrea Penkert | 5,5   | –                 | 0,0   | Jürgen Krämer         | 7,0 | 3,5      |
| 203 | Trier                    | Andreas Steier        | 37,9 | Katarina Barley          | 33,7 | Erwin Nikolaus Ludwig   | 7,0  | Katrin Werner            | 6,6   | Corinna Rüffer    | 6,5   | Adrian Assenmacher    | 5,3 | 3,1      |
| 204 | Montabaur                | Andreas Nick          | 43,3 | Gabi Weber               | 29,8 | –                       | 0,0  | Martin Klein             | 7,0   | Michael Musil     | 5,2   | Thorsten Hehl         | 9,2 | 5,5      |
| 205 | Mainz                    | Ursula Groden-Kranich | 35,7 | Carsten Kühl             | 28,0 | Sebastian Münzenmaier   | 7,3  | Martin Malcherek         | 6,4   | Tabea Rößner      | 10,8  | David Dietz           | 6,9 | 4,8      |
| 206 | Worms                    | Jan Metzler           | 41,1 | Marcus Held              | 26,7 | Matthias Lehmann        | 11,3 | Sebastian Knopf          | 5,1   | Thomas Rahner     | 6,7   | Manuel Höferlin       | 6,0 | 3,1      |
| 207 | Ludwigshafen/Frankenthal | Jens Torbjörn Kartes  | 32,1 | Doris Barnett            | 31,9 | Marcus Künster          | 14,5 | Gerald Unger             | 5,6   | Dirk Raik Dreher  | 5,5   | Thomas Schell         | 7,5 | 2,9      |
| 208 | Neustadt – Speyer        | Johannes Steiniger    | 40,0 | Isabel Larissa Mackensen | 25,3 | Wolfgang Kräher         | 11,9 | Maximilian Keck          | 4,7   | Misbah Khan       | 7,6   | Markus Ulrich Dürr    | 6,8 | 3,7      |
| 209 | Kaiserslautern           | Xaver Jung            | 31,3 | Gustav Herzog            | 33,9 | Stefan Scheil           | 12,6 | Alexander Ulrich         | 7,2   | Paul Bunjes       | 5,1   | Achim Oliver Bertram  | 5,5 | 4,3      |
| 210 | Pirmasens                | Anita Schäfer         | 36,8 | Angelika Glöckner        | 28,8 | Ferdinand Ludwig Weber  | 12,8 | Brigitte Freihold        | 6,1   | Felix Schmidt     | 4,2   | Sebastian Schäfer     | 6,7 | 4,6      |
| 211 | Südpfalz                 | Thomas Gebhart        | 40,3 | Thomas Hitschler         | 26,0 | Heiko Wildberg          | 12,3 | Simon Georg Bludovsky    | 4,7   | Tobias Lindner    | 7,9   | Mario Brandenburg     | 6,0 | 2,7      |

### Bayern
| N.  | Wahlkreis                          | CSU                      | CSU  | SPD                             | SPD  | AfD                                        | AfD  | Linke                         | Linke | Grüne                            | Grüne | FDP                              | FDP | Sonstige |
| N.  | Wahlkreis                          | Kandidat                 | %    | Kandidat                        | %    | Kandidat                                   | %    | Kandidat                      | %     | Kandidat                         | %     | Kandidat                         | %   | Sonstige |
| --- | ---------------------------------- | ------------------------ | ---- | ------------------------------- | ---- | ------------------------------------------ | ---- | ----------------------------- | ----- | -------------------------------- | ----- | -------------------------------- | --- | -------- |
| 212 | Altötting                          | Stephan Mayer            | 54,5 | Annette Mathilde Heidrich       | 12,3 | Oliver Markus Multusch                     | 13,1 | Erich Horst Utz               | 4,8   | Peter Uldahl                     | 6,0   | Sandra Bubendorfer-Licht         | 5,6 | 3,5      |
| 213 | Erding – Ebersberg                 | Andreas Lenz             | 48,2 | Ewald Schurer                   | 14,9 | Brigitte Susanne Fischbacher               | 10,3 | Lukas Schmid                  | 4,0   | Anna-Maria Lanzinger             | 10,2  | Peter Alexander Pernsteiner      | 7,3 | 5,1      |
| 214 | Freising                           | Erich Irlstorfer         | 43,0 | Andreas Mehltretter             | 13,5 | Johannes Huber                             | 12,5 | Guido Hoyer                   | 5,0   | Kerstin Schnapp                  | 9,4   | Thomas Neudert                   | 7,2 | 9,4      |
| 215 | Fürstenfeldbruck                   | Katrin Staffler          | 43,6 | Michael Schrodi                 | 18,7 | Florian Jäger                              | 10,2 | Renate Schiefer               | 4,1   | Beate Walter-Rosenheimer         | 9,1   | Andreas Schwarzer                | 7,2 | 7,0      |
| 216 | Ingolstadt                         | Reinhard Brandl          | 49,5 | Werner Widuckel                 | 13,6 | Christina Wilhelm                          | 13,0 | Roland Meier                  | 4,8   | Agnes Krumwiede                  | 6,3   | Jakob Schäuble                   | 5,1 | 7,6      |
| 217 | München-Nord                       | Bernhard Loos            | 32,2 | Florian Post                    | 26,0 | Petr Bystron                               | 7,6  | Ates Gürpinar                 | 6,0   | Doris Wagner                     | 13,1  | Daniel Föst                      | 9,6 | 5,4      |
| 218 | München-Ost                        | Wolfgang Stefinger       | 36,8 | Claudia Tausend                 | 21,3 | Wilfried Biedermann                        | 7,4  | Brigitte Wolf                 | 6,3   | Margarete Bause                  | 15,2  | Manfred Krönauer                 | 8,9 | 4,1      |
| 219 | München-Süd                        | Michael Kuffer           | 33,0 | Sebastian Roloff                | 23,5 | Wolfgang Wiehle                            | 7,6  | Nicole Stephanie Gohlke       | 7,4   | Peter Heilrath                   | 13,8  | Thomas Sattelberger              | 9,1 | 5,6      |
| 220 | München-West/Mitte                 | Stephan Pilsinger        | 33,3 | Bernhard Goodwin                | 23,1 | Bernhard Zimniok                           | 6,7  | Dominik Lehmann               | 7,1   | Dieter Janecek                   | 16,3  | Lukas Köhler                     | 9,0 | 4,5      |
| 221 | München-Land                       | Florian Peter Hahn       | 43,5 | Bela Bach                       | 16,3 | Gerold Joachim Otten                       | 8,4  | Eva-Maria Elisabeth Schreiber | 3,9   | Anton Hofreiter                  | 13,7  | Ralph Jimmy Schulz               | 9,3 | 4,8      |
| 222 | Rosenheim                          | Daniela Ludwig           | 45,9 | Abuzar Can Erdogan              | 11,8 | Andreas Winhart                            | 13,0 | Sebastian Misselhorn          | 3,8   | Korbinian Simon Gall             | 9,4   | Michael Franz Linnerer           | 7,4 | 8,6      |
| 223 | Bad Tölz-Wolfratshausen – Miesbach | Alexander Radwan         | 47,6 | Hannes Hartmut Gräbner          | 11,3 | Constantin Leopold Prinz von Anhalt Dessau | 9,9  | Andreas Wagner                | 5,3   | Karl Bär                         | 13,6  | Friedrich Maximilian Franz Haugg | 8,2 | 4,2      |
| 224 | Starnberg – Landsberg am Lech      | Michael Kießling         | 42,1 | Christian Winklmeier            | 16,7 | Martin Hebner                              | 8,9  | Bernhard Feilzer              | 4,0   | Kerstin Täubner-Benicke          | 11,9  | Britta Hundesrügge               | 9,6 | 6,9      |
| 225 | Traunstein                         | Peter Ramsauer           | 50,3 | Bärbel Kofler                   | 16,1 | Hansjörg Gerhard Georg Müller              | 10,2 | Norbert Eberherr              | 4,5   | Andreas Herden                   | 8,1   | Alexander Reich                  | 5,7 | 5,1      |
| 226 | Weilheim                           | Alexander Dobrindt       | 47,9 | Enrico Corongiu                 | 14,8 | Edeltraud Schwarz                          | 10,1 | Reinhard Böttger              | 4,7   | Gabriela Seitz-Hoffmann          | 9,1   | Karl-Martin Schröter             | 7,0 | 6,4      |
| 227 | Deggendorf                         | Thomas Erndl             | 44,1 | Rita Hagl-Kehl                  | 17,4 | Katrin Ebner-Steiner                       | 17,3 | Yenni Carina Kellermann       | 4,2   | Christian Heilmann               | 4,5   | Kenneth Kooter                   | 4,0 | 8,6      |
| 228 | Landshut                           | Florian Oßner            | 39,6 | Anja König                      | 13,6 | Günter Straßberger                         | 12,6 | Erkan Dinar                   | 3,6   | Petra Hannelore Michaela Seifert | 6,5   | Nicole Bauer                     | 8,5 | 15,6     |
| 229 | Passau                             | Andreas Franz Scheuer    | 47,5 | Christian Flisek                | 18,9 | Robert Adolf Schregle                      | 14,1 | Josef Erwin Ilsanker          | 4,8   | Boris Burkert                    | 5,6   | Armin Lothar Karl Sedlmayr       | 6,1 | 3,1      |
| 230 | Rottal-Inn                         | Max Straubinger          | 45,0 | Florian Pronold                 | 14,4 | Stephan Protschka                          | 15,1 | Marco Stöger                  | 3,9   | Johann Feirer                    | 4,9   | Christoph Zeitler                | 7,0 | 9,7      |
| 231 | Straubing                          | Alois Georg Josef Rainer | 47,6 | Johanna Uekermann               | 16,8 | Manfred Kleinschwärzer                     | 15,0 | Karl Heinz Ringlstetter       | 3,7   | Erhard Grundl                    | 3,6   | Mathias Eduard Josef Baur        | 4,4 | 8,8      |
| 232 | Amberg                             | Alois Karl               | 47,7 | Johannes Foitzik                | 15,2 | Peter Boehringer                           | 11,2 | Dominic Lenz                  | 4,4   | Yvonne Rösel                     | 6,9   | Moritz Johann Martin Pöllath     | 5,0 | 9,5      |
| 233 | Regensburg                         | Peter Aumer              | 40,1 | Tobias Hammerl                  | 16,7 | Armin Bauer                                | 11,8 | Irmgard Freihoffer            | 6,0   | Stefan Schmidt                   | 9,3   | Ulrich Lechte                    | 6,2 | 9,9      |
| 234 | Schwandorf                         | Karl Holmeier            | 48,5 | Marianne Schieder               | 24,2 | –                                          | 0,0  | Marius Josef Brey             | 5,0   | Tina Winklmann                   | 3,9   | Ines Tegtmeier                   | 4,6 | 13,9     |
| 235 | Weiden                             | Albert Rupprecht         | 46,2 | Uli Grötsch                     | 22,3 | –                                          | 0,0  | Christian Weidner             | 4,4   | Gisela Helgath                   | 3,6   | Martin Hofmann                   | 4,1 | 19,3     |
| 236 | Bamberg                            | Thomas Silberhorn        | 42,1 | Andreas Schwarz                 | 20,4 | Jan Schiffers                              | 11,5 | Jan David Klanke              | 5,2   | Lisa Hildegard Badum             | 9,2   | Sebastian Michael Körber         | 6,5 | 5,1      |
| 237 | Bayreuth                           | Silke Launert            | 46,5 | Anette Kramme                   | 21,2 | Tobias Matthias Peterka                    | 9,4  | Sebastian Sommerer            | 4,3   | Susanne Iris Bauer               | 7,1   | Thomas Hacker                    | 6,6 | 4,8      |
| 238 | Coburg                             | Hans Michelbach          | 45,3 | Doris Aschenbrenner             | 26,4 | Martin Böhm                                | 10,5 | René Jens Hähnlein            | 5,2   | Michael Horst Georg Eckstein     | 5,9   | Alexander Arnold                 | 4,8 | 2,0      |
| 239 | Hof                                | Hans-Peter Friedrich     | 47,0 | Jörg Nürnberger                 | 23,6 | Michael Wüst                               | 11,8 | Ulrike-Judith Dierkes-Morsy   | 4,4   | Klaus Schrader                   | 4,7   | Klaus Werner Horn                | 3,7 | 4,7      |
| 240 | Kulmbach                           | Emmi Zeulner             | 55,4 | Thomas Bauske                   | 16,1 | Georg Josef Hock                           | 11,6 | Oswald Greim                  | 3,8   | Markus Tutsch                    | 4,4   | Stefan Wolf                      | 4,0 | 4,7      |
| 241 | Ansbach                            | Artur Auernhammer        | 44,3 | Lutz Egerer                     | 18,4 | Wolfgang Marc Dörner                       | 10,5 | Harald Weinberg               | 6,1   | Herbert Sirois                   | 7,6   | Johannes Albert Dallheimer       | 4,2 | 9,0      |
| 242 | Erlangen                           | Stefan Müller            | 42,7 | Martina Stamm-Fibich            | 21,0 | Paul Viktor Podolay                        | 7,9  | Anton Salzbrunn               | 5,9   | Helmut Wening                    | 11,0  | Britta Katharina Dassler         | 5,9 | 5,6      |
| 243 | Fürth                              | Christian Schmidt        | 39,9 | Carsten Träger                  | 22,9 | Arno Treiber                               | 10,6 | Niklas Haupt                  | 6,8   | Uwe Kekeritz                     | 9,7   | Franz Martin Fleischer           | 5,4 | 4,8      |
| 244 | Nürnberg-Nord                      | Sebastian Brehm          | 31,3 | Gabriela Heinrich               | 25,6 | Martin Johannes Sichert                    | 9,2  | Titus Schüller                | 10,0  | Britta Walthelm                  | 12,7  | Katja Hessel                     | 7,2 | 4,0      |
| 245 | Nürnberg-Süd                       | Michael Frieser          | 35,6 | Martin Burkert                  | 26,5 | Dirk Klaus Driesang                        | 13,2 | Stefan Gerbig                 | 8,2   | Sascha Müller                    | 7,8   | Jasmin Margot Laub               | 5,8 | 2,8      |
| 246 | Roth                               | Marlene Mortler          | 44,5 | Alexander Horlamus              | 20,6 | Siegfried Karl Lang                        | 10,3 | Helmut Johach                 | 4,8   | Gabriele Drechsler               | 7,9   | Andreas Helmut Neuner            | 4,7 | 7,3      |
| 247 | Aschaffenburg                      | Andrea Lindholz          | 48,1 | Alexander Mosca Spatz           | 16,6 | Andreas Martin Kropp                       | 10,5 | Georg Liebl                   | 4,8   | Niklas Wagener                   | 9,2   | Karsten Klein                    | 8,0 | 2,9      |
| 248 | Bad Kissingen                      | Dorothee Bär             | 51,1 | Sabine Dittmar                  | 19,1 | Andrea Klingen                             | 10,5 | Frank Hertel                  | 5,4   | Manuela Rottmann                 | 7,1   | Nicolas Thoma                    | 5,6 | 1,2      |
| 249 | Main-Spessart                      | Alexander Hoffmann       | 46,6 | Bernd Rützel                    | 22,6 | Gottfried Otto Walter                      | 9,1  | Antje Christine Clemens       | 4,8   | Sabine Stellrecht-Schmidt        | 7,1   | Helge Norbert Ziegler            | 5,0 | 4,8      |
| 250 | Schweinfurt                        | Anja Weisgerber          | 47,9 | Markus Hümpfer                  | 17,1 | Christian Herbert Klingen                  | 11,1 | Klaus Friedrich Ernst         | 7,8   | Barbara Pfeuffer                 | 7,4   | Andreas Sulzbacher               | 6,2 | 2,4      |
| 251 | Würzburg                           | Paul Lehrieder           | 42,2 | Eva Maria Linsenbreder          | 18,7 | Thomas Thiel                               | 7,7  | Simone Barrientos Krauss      | 5,6   | Martin Heilig                    | 14,0  | Andrew Ullmann                   | 8,0 | 3,8      |
| 252 | Augsburg-Stadt                     | Volker Michael Ullrich   | 34,8 | Ulrike Bahr                     | 19,3 | Markus Artur Ernst Bayerbach               | 13,3 | Frederik Hintermayr           | 8,5   | Claudia Benedikta Roth           | 13,9  | Maximilian Ludwig Funke-Kaiser   | 6,1 | 4,2      |
| 253 | Augsburg-Land                      | Hansjörg Durz            | 47,8 | Herbert Woerlein                | 14,1 | Rainer Kraft                               | 12,3 | Cengiz Tuncer                 | 3,7   | Franz Bossek                     | 7,5   | Karlheinz Faller                 | 6,1 | 8,6      |
| 254 | Donau-Ries                         | Ulrich Lange             | 47,0 | Christoph Florian Schmid        | 18,1 | Rafael Hauptmann                           | 12,8 | Manfred Seel                  | 4,2   | Albert Riedelsheimer             | 6,4   | Walter Lohner                    | 5,0 | 6,4      |
| 255 | Neu-Ulm                            | Georg Nüßlein            | 44,6 | Karl Heinz Brunner              | 14,6 | Gerhard Friedrich Großkurth                | 13,6 | Elmar Lorenz Heim             | 4,4   | Ekin Deligöz                     | 9,2   | Richard Böhringer                | 6,0 | 7,6      |
| 256 | Oberallgäu                         | Gerd Müller              | 50,4 | Katharina Marianne Ute Schrader | 12,2 | Peter Felser                               | 9,6  | Franz Xaver Merk              | 4,7   | Erna-Kathrein Groll              | 9,2   | Stephan Thomae                   | 7,0 | 6,8      |
| 257 | Ostallgäu                          | Stephan Stracke          | 49,2 | Pascal André Lechler            | 11,4 | Christoph Maier                            | 12,6 | Susanne Ferschl               | 5,3   | Günter Claus Räder               | 8,7   | Jonas Flott                      | 5,6 | 7,1      |

### Baden-Württemberg
| N.  | Wahlkreis                   | CDU                              | CDU  | SPD                         | SPD  | AfD                    | AfD  | Linke                    | Linke | Grüne                            | Grüne | FDP                      | FDP  | Sonstige |
| N.  | Wahlkreis                   | Kandidat                         | %    | Kandidat                    | %    | Kandidat               | %    | Kandidat                 | %     | Kandidat                         | %     | Kandidat                 | %    | Sonstige |
| --- | --------------------------- | -------------------------------- | ---- | --------------------------- | ---- | ---------------------- | ---- | ------------------------ | ----- | -------------------------------- | ----- | ------------------------ | ---- | -------- |
| 258 | Stuttgart I                 | Stefan Kaufmann                  | 32,0 | Ute Vogt                    | 12,8 | Dirk Spaniel           | 6,7  | Johanna Tiarks           | 6,5   | Cem Özdemir                      | 29,7  | Judith Skudelny          | 8,4  | 3,9      |
| 259 | Stuttgart II                | Karin Maag                       | 33,5 | Michael Jantzer             | 18,5 | Lothar Maier           | 10,4 | Bernd Riexinger          | 8,9   | Anna Christmann                  | 15,9  | Volker Weil              | 8,6  | 4,2      |
| 260 | Böblingen                   | Marc Biadacz                     | 38,8 | Jasmina Hostert             | 19,6 | Markus Frohnmaier      | 11,2 | Richard Pitterle         | 5,0   | Tobias Bacherle                  | 11,9  | Florian Toncar           | 12,8 | 0,7      |
| 261 | Esslingen                   | Markus Grübel                    | 40,0 | Regina Rapp                 | 19,2 | Stephan Köthe          | 10,7 | Martin Auerbach          | 5,9   | Stephanie Reinhold               | 15,3  | Sven Kobbelt             | 8,7  | 0,3      |
| 262 | Nürtingen                   | Michael Hennrich                 | 39,4 | Nils Schmid                 | 19,0 | Vera Kosova            | 11,9 | Heinrich Brinker         | 4,8   | Matthias Gastel                  | 14,8  | Renata Alt               | 9,9  | 0,2      |
| 263 | Göppingen                   | Hermann Färber                   | 37,6 | Heike Baehrens              | 21,9 | Volker Münz            | 14,5 | Konstantinos Katevas     | 4,4   | Dietrich Burchard                | 12,1  | Hans-Peter Semmler       | 9,2  | 0,3      |
| 264 | Waiblingen                  | Joachim Pfeiffer                 | 36,8 | Sybille Mack                | 19,2 | Jürgen Braun           | 12,4 | Reinhard Neudorfer       | 4,9   | Andrea Sieber                    | 12,2  | Lisa Walter              | 13,4 | 1,1      |
| 265 | Ludwigsburg                 | Steffen Bilger                   | 38,3 | Macit Karaahmetoğlu         | 17,8 | Martin Hess            | 11,6 | Peter Schimke            | 5,5   | Ingrid Hönlinger                 | 14,2  | Stefanie Knecht          | 10,2 | 2,4      |
| 266 | Neckar-Zaber                | Eberhard Gienger                 | 40,0 | Thomas Utz                  | 19,7 | Marc Jongen            | 12,6 | Walter Kubach            | 4,6   | Catherine Kern                   | 12,5  | Marcel Distl             | 8,8  | 1,9      |
| 267 | Heilbronn                   | Alexander Throm                  | 35,3 | Josip Juratovic             | 23,2 | Jürgen Kögel           | 15,6 | Konrad Wanner            | 4,6   | Thomas Fick                      | 8,1   | Michael Georg Link       | 9,6  | 3,6      |
| 268 | Schwäbisch Hall – Hohenlohe | Christian Freiherr von Stetten   | 40,5 | Annette Sawade              | 18,5 | Stefan Thien           | 13,5 | Kai Bock                 | 4,3   | Harald Ebner                     | 12,6  | Valentin Christian Abel  | 8,4  | 2,2      |
| 269 | Backnang – Schwäbisch Gmünd | Norbert Barthle                  | 41,2 | Christian Lange             | 20,0 | Daniel Lindenschmid    | 13,2 | Alexander Relea-Linder   | 5,6   | Melanie Lang                     | 11,3  | Gudrun Senta Wilhelm     | 8,1  | 0,6      |
| 270 | Aalen – Heidenheim          | Roderich Kiesewetter             | 46,4 | Leni Breymaier              | 21,0 | Ruben Rupp             | 11,0 | Saskia Jürgens           | 5,2   | Margit Stumpp                    | 9,6   | Silke Leber              | 6,1  | 0,7      |
| 271 | Karlsruhe-Stadt             | Ingo Wellenreuther               | 28,5 | Parsa Marvi                 | 23,6 | Marc Bernhard          | 10,0 | Michel Brandt            | 7,6   | Sylvia Kotting-Uhl               | 17,6  | Michael Theurer          | 8,6  | 4,0      |
| 272 | Karlsruhe-Land              | Axel Fischer                     | 40,4 | Patrick Diebold             | 19,7 | Alexander Arpaschi     | 11,7 | Klaus Huska              | 4,6   | Pascal Haggenmüller              | 11,4  | Christian Jung           | 9,1  | 3,1      |
| 273 | Rastatt                     | Kai Whittaker                    | 44,1 | Gabriele Katzmarek          | 19,0 | Joachim Kuhs           | 12,2 | Norbert Maßon            | 4,6   | Manuel Hummel                    | 10,9  | Rolf Pilarski            | 7,2  | 2,0      |
| 274 | Heidelberg                  | Karl Lamers                      | 32,7 | Lothar Binding              | 26,0 | Malte Kaufmann         | 8,9  | Sahra Mirow              | 6,1   | Franziska Brantner               | 16,7  | Dennis Nusser            | 6,6  | 3,0      |
| 275 | Mannheim                    | Nikolas Löbel                    | 29,3 | Stefan Rebmann              | 27,9 | Robert Schmidt         | 12,5 | Gökay Akbulut            | 7,4   | Gerhard Schick                   | 13,1  | Florian Kußmann          | 6,9  | 2,9      |
| 276 | Odenwald – Tauber           | Alois Gerig                      | 46,8 | Dorothee Schlegel           | 19,1 | Christina Baum         | 13,6 | Rolf Grüning             | 5,2   | Charlotte Schneidewind-Hartnagel | 6,9   | Carina Schmidt           | 7,1  | 1,3      |
| 277 | Rhein-Neckar                | Stephan Harbarth                 | 37,4 | Lars Castellucci            | 23,9 | Achim Köhler           | 13,1 | Heinrich Stürtz          | 5,2   | Memet Kilic                      | 9,6   | Jens Brandenburg         | 8,1  | 2,7      |
| 278 | Bruchsal – Schwetzingen     | Olav Gutting                     | 41,5 | Nezaket Yildirim            | 19,5 | Dieter Amann           | 14,4 | Werner Zieger            | 4,6   | Danyal Bayaz                     | 8,3   | Hendrik Tzschaschel      | 6,7  | 5,0      |
| 279 | Pforzheim                   | Gunther Krichbaum                | 36,4 | Katja Mast                  | 19,0 | Waldemar Birkle        | 15,8 | Peter Wenzel             | 4,7   | Katrin Lechler                   | 9,6   | Janis Wiskandt           | 11,9 | 2,5      |
| 280 | Calw                        | Hans-Joachim Fuchtel             | 43,3 | Saskia Esken                | 16,9 | Uwe Burkart            | 14,1 | Lorena Müllner           | 4,5   | Andreas Kubesch                  | 8,8   | Lutz Hermann             | 9,3  | 3,1      |
| 281 | Freiburg                    | Matern Marschall von Bieberstein | 28,0 | Julien Bender               | 22,7 | Volker Kempf           | 7,2  | Tobias Pflüger           | 7,3   | Kerstin Andreae                  | 25,7  | Adrian Hurrle            | 5,3  | 3,7      |
| 282 | Lörrach – Müllheim          | Armin Schuster                   | 39,4 | Jonas Hoffmann              | 21,1 | Wolfgang Fuhl          | 9,6  | David Trunz              | 5,0   | Gerhard Zickenheiner             | 15,0  | Christoph Hoffmann       | 8,7  | 1,2      |
| 283 | Emmendingen – Lahr          | Peter Weiß                       | 37,6 | Johannes Fechner            | 23,7 | Thomas Seitz           | 10,8 | Alexander Kauz           | 5,2   | Markus Rasp                      | 11,1  | Felix Fischer            | 8,6  | 2,9      |
| 284 | Offenburg                   | Wolfgang Schäuble                | 48,1 | Elvira Drobinski-Weiß       | 17,3 | Taras Maygutiak        | 10,4 | Karin Binder             | 5,4   | Norbert Großklaus                | 12,6  | Trutz-Ulrich Stephani    | 6,2  | 0,0      |
| 285 | Rottweil – Tuttlingen       | Volker Kauder                    | 43,0 | Georg Sattler               | 15,9 | Reimond Hoffmann       | 13,0 | Laura Halding-Hoppenheit | 3,9   | Hubert Nowack                    | 9,5   | Marcel Aulila            | 10,8 | 3,8      |
| 286 | Schwarzwald-Baar            | Thorsten Frei                    | 47,0 | Jens Löw                    | 16,7 | Joachim Senger         | 11,4 | Patrick Bausch           | 4,3   | Volker Goerz                     | 9,8   | Marcel Klinge            | 8,4  | 2,4      |
| 287 | Konstanz                    | Andreas Jung                     | 44,8 | Tobias Volz                 | 16,8 | Walter Schwäbsch       | 9,6  | Simon Pschorr            | 7,0   | Martin Schmeding                 | 13,4  | Tassilo Richter          | 7,3  | 1,2      |
| 288 | Waldshut                    | Felix Schreiner                  | 41,9 | Rita Schwarzelühr-Sutter    | 24,1 | Martina Nicola Böswald | 9,2  | Lothar Schuchmann        | 5,0   | Ulrich Martin Drescher           | 11,9  | Daniel Poznanski         | 6,2  | 1,8      |
| 289 | Reutlingen                  | Michael Donth                    | 40,8 | Rebecca Hummel              | 15,0 | Wolfram Hirt           | 12,0 | Jessica Tatti            | 6,2   | Beate Müller-Gemmeke             | 14,3  | Pascal Kober             | 10,0 | 1,7      |
| 290 | Tübingen                    | Annette Widmann-Mauz             | 35,7 | Martin Rosemann             | 17,3 | Dubravko Mandic        | 8,7  | Heike Hänsel             | 8,8   | Christian Kühn                   | 19,1  | Christopher Gohl         | 7,9  | 2,6      |
| 291 | Ulm                         | Ronja Kemmer                     | 42,7 | Hildegard Mattheis          | 20,2 | Eugen Ciresa           | 10,7 | Eva-Maria Glathe-Braun   | 4,6   | Marcel Emmerich                  | 12,0  | Alexander Kulitz         | 8,1  | 1,8      |
| 292 | Biberach                    | Josef Rief                       | 44,5 | Martin Gerster              | 16,9 | Matthias Stiel         | 11,3 | Ralph Heidenreich        | 3,8   | Anja Reinalter                   | 13,5  | Tim Hundertmark          | 7,5  | 2,5      |
| 293 | Bodensee                    | Lothar Riebsamen                 | 41,4 | Leon Hahn                   | 18,0 | Alice Weidel           | 10,4 | Claudia Haydt            | 5,3   | Markus Böhlen                    | 13,9  | Christian Steffen-Stiehl | 8,8  | 2,3      |
| 294 | Ravensburg                  | Axel Müller                      | 38,5 | Heike Engelhardt            | 12,4 | Helmut Dietz           | 9,4  | Jasmin Runge             | 5,4   | Agnes Brugger                    | 20,2  | Benjamin Strasser        | 10,1 | 3,8      |
| 295 | Zollernalb – Sigmaringen    | Thomas Bareiß                    | 45,0 | Stiliani Kirgiane-Efremidou | 14,4 | Hans-Peter Hörner      | 13,6 | Claudio Wellington       | 4,7   | Erwin Feucht                     | 12,7  | Dirk Mrotzeck            | 9,3  | 0,4      |

### Saarland
| N.  | Wahlkreis   | CDU            | CDU  | SPD              | SPD  | AfD                   | AfD  | Linke             | Linke | Grüne                      | Grüne | FDP                       | FDP | Sonstige |
| N.  | Wahlkreis   | Kandidat       | %    | Kandidat         | %    | Kandidat              | %    | Kandidat          | %     | Kandidat                   | %     | Kandidat                  | %   | Sonstige |
| --- | ----------- | -------------- | ---- | ---------------- | ---- | --------------------- | ---- | ----------------- | ----- | -------------------------- | ----- | ------------------------- | --- | -------- |
| 296 | Saarbrücken | Bernd Wegner   | 31,4 | Josephine Ortleb | 32,1 | Wilhelm Dieter Müller | 8,9  | Gabriele Ungers   | 13,3  | Patrick Sebastian Ginsbach | 6,0   | Roland Helmut Horst König | 5,3 | 2,9      |
| 297 | Saarlouis   | Peter Altmaier | 38,0 | Heiko Maas       | 32,1 | Irene Lienshöft       | 9,0  | Marilyn Heib      | 10,8  | Markus Tressel             | 3,5   | Kirsten Cortez de Lobao   | 3,8 | 2,7      |
| 298 | St. Wendel  | Nadine Schön   | 41,8 | Christian Petry  | 30,4 | Rainer Schorn         | 8,4  | Karl-Peter Scheit | 9,8   | Sören Bund-Becker          | 3,4   | Oliver Luksic             | 4,7 | 1,6      |
| 299 | Homburg     | Markus Uhl     | 33,6 | Esra Limbacher   | 31,4 | Daniel Marian Schütte | 11,0 | Walter Kappmeier  | 11,0  | Marc Piazolo               | 5,0   | Peter Markus Habel        | 5,1 | 2,9      |